# 미국 독립 혁명과 조지 워싱턴
조지 워싱턴(1732년 2월 22일~1799년 12월 14일)은 미국 독립 전쟁 (1775년–1783년)에서 대륙육군을 지휘했다. 미국 대통령 (1789년 ~ 1797년)을 지낸 후 1798년 잠시 새 군대의 지휘를 맡았다.
워싱턴은 젊었음에도 불구하고 1750년대와 1760년대에 프랑스와 인디언에 대항하는 국경 전쟁에서 중요한 역할을 했다. 그는 미국 독립 전쟁에서 주요 군사적 역할을 했다. 1775년 4월 렉싱턴 콩코드 전투로 전쟁이 발발하자, 의회는 그를 6월 14일 새로운 대륙육군의 초대 총사령관으로 임명했다. 그가 맡은 임무는 막대했다. 지역적 요구, 부하들 간의 경쟁, 사병들의 사기, 의회의 군사 문제에 대한 지나친 간섭 시도, 주지사들의 지원 요청, 그리고 병사들을 먹이고, 입히고, 장비를 갖추고, 무장시키고, 이동시키는 데 필요한 끝없는 자원 요구 사이의 균형을 맞추는 것이었다. 그는 일반적으로 많은 주 민병대를 지휘하지 않았다.
전쟁 초기 워싱턴은 종종 전투의 중심에 있었는데, 처음에는 보스턴 포위전을 성공적으로 이끌었지만, 이후 뉴욕시를 잃고 뉴저지 또한 거의 잃을 뻔했다가 1776년 전역 말기에 트렌턴과 프린스턴에서 놀랍고 결정적인 승리를 거두었다. 1775년과 1776년 모두 연말에 그는 병사들의 입대 기한 만료를 처리해야 했는데, 의회가 군대의 존재를 1년 단위로만 승인했기 때문이다. 1777년 영구적인 군대 구조가 확립되고 3년 병역이 도입되면서 워싱턴은 경험 많은 병사들로 구성된 신뢰할 수 있는 병력을 구축했지만, 현금과 모든 종류의 보급품은 구하기 어려웠다. 1777년 워싱턴은 필라델피아 방어에서 다시 패배했지만, 호레이쇼 게이츠에게 결정적인 지원을 보내 새러토가에서 버고인의 패배를 가능하게 했다. 밸리 포지에서의 힘든 겨울과 1778년 프랑스의 전쟁 참전 이후, 워싱턴은 필라델피아에서 뉴욕으로 철수하는 영국군을 뒤따라갔고, 뉴저지 몬머스 코트 하우스에서 결정적이지 않은 전투를 벌였다.
1778년 후반부터 1780년까지 워싱턴의 활동은 외교 및 조직적 측면이 강했으며, 그의 군대는 뉴욕 외곽에 머물며 도시를 점령한 헨리 클린턴 소장의 군대를 감시했다. 워싱턴은 영국군에 대한 작전에서 프랑스군과 최선의 협력 방안을 강구했으며, 이는 로드아일랜드 뉴포트와 조지아 서배너에서 영국군을 몰아내려는 궁극적으로 실패한 시도로 이어졌다. 그의 관심은 국경 전쟁에도 쏠렸는데, 이는 1779년 존 설리번의 대륙군 원정을 뉴욕 북부로 이끌게 했다. 클린턴 소장이 변절한 베네딕트 아널드 준장을 버지니아로 보내 습격하도록 하자, 워싱턴은 그곳에서 커져가는 위협에 대처하기 위해 군대의 일부를 분리하기 시작했다. 남부에서 전역한 후 버지니아에 콘월리스 경이 도착하자, 워싱턴은 결정적인 타격을 가할 기회를 얻었다. 워싱턴의 군대와 프랑스 군대는 콘월리스를 대적하기 위해 남쪽으로 이동했고, 드 그라스 제독이 이끄는 협력적인 프랑스 해군은 체사피크만의 통제권을 확보하려는 영국군의 시도를 성공적으로 좌절시켰고, 1781년 10월 요크타운 포위전 이후 항복한 콘월리스를 완전히 포위했다. 요크타운은 북미에서의 중요한 적대 행위의 종식을 알렸지만, 영국군은 여전히 뉴욕과 다른 도시들을 점령하고 있었으므로 워싱턴은 파산 직전의 의회와 병사들의 상태와 급료 문제로 인해 때때로 반란을 일으키는 병사들 앞에서 군대를 유지해야 했다. 군대는 1783년 평화가 찾아온 후 공식적으로 해산되었고, 워싱턴은 1783년 12월 23일 총사령관 직을 사임했다.

## 군사 경험
1732년 [율리우스력 1731]년에 프레더릭스버그 근처의 부유한 버지니아 가문에서 태어난 워싱턴은 15세까지 지역 학교에서 교육을 받았다. 11세 때 아버지의 일찍 죽음으로 영국에서 교육받을 가능성은 사라졌고, 어머니는 그를 영국 왕립 해군에 배치하려는 시도를 거부했다. 그의 이복형 로렌스가 부유한 페어팩스 가문과 결혼으로 연결된 덕분에, 워싱턴은 1749년에 컬페퍼군의 측량사로 임명되었다. 그는 겨우 17세였다. 워싱턴의 형은 오하이오 컴퍼니의 지분을 매입했는데, 이 회사는 오하이오강 북서쪽의 오하이오 영토를 포함하여 버지니아 국경 지역의 정착을 목표로 하는 토지 매입 및 정착 회사였다. 투자자 중에는 버지니아의 왕립 총독인 로버트 딘위디도 있었는데, 그는 1753년 2월에 워싱턴을 지방 민병대의 소령으로 임명했다.

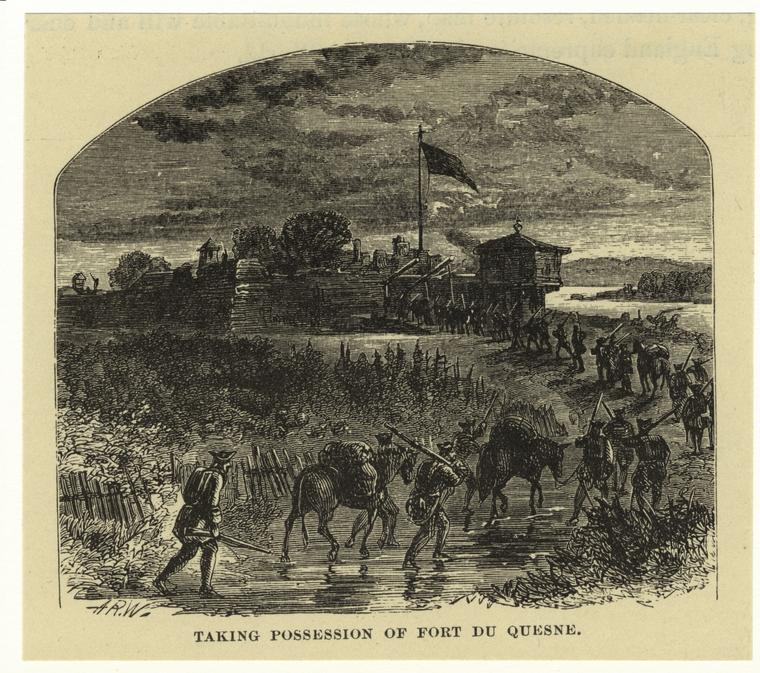
워싱턴은 1758년 프랑스군이 최근 버린 뒤켄 요새를 점령한 영국군의 선봉에 있었다.

워싱턴은 프렌치 인디언 전쟁 발발에 핵심적인 역할을 했고, 이후 1755년부터 1758년까지 버지니아 연대의 대령으로서 버지니아 방어를 이끌었다. 워싱턴은 영국 육군에서 임관하지 못했지만, 귀중한 군사적, 정치적, 리더십 기술을 습득했으며, 식민지와 해외에서 상당한 대중적 인지도를 얻었다. 그는 영국군의 전술을 면밀히 관찰하며, 혁명 동안 매우 귀중했던 그들의 강점과 약점에 대한 통찰력을 얻었다. 그는 재난과 후퇴를 포함한 가장 어려운 상황에서도 자신의 강인함과 용기를 보여주었다. 그는 지휘력을 길렀는데, 그의 체격, 힘, 체력, 전투에서의 용맹함을 고려할 때 병사들에게는 타고난 지도자로 보였고 그들은 의심 없이 그를 따랐다. 워싱턴은 자신의 중대와 연대를 조직하고, 훈련시키고, 훈련시키고, 훈육하는 법을 배웠다. 그의 관찰, 독서, 그리고 전문 장교들과의 대화를 통해 그는 전장 전술의 기초와 조직 및 병참 문제에 대한 좋은 이해를 얻었다.
그는 전반적인 전략, 특히 전략적 지리적 지점을 파악하는 데 대한 이해를 얻었다. 그는 민병대의 가치에 대해 매우 부정적인 생각을 갖게 되었다. 민병대는 정규군에 비해 너무 신뢰할 수 없고, 너무 규율이 없으며, 복무 기간이 너무 짧은 것으로 보였다. 반면에 그의 경험은 최대 1,000명의 병력을 지휘하는 것에 한정되었고, 보스턴, 뉴욕, 트렌턴, 필라델피아에서 혁명 중에 직면했던 도시 상황과는 거리가 먼 외딴 변경 지역에서만 얻은 것이었다.

## 정치적 저항

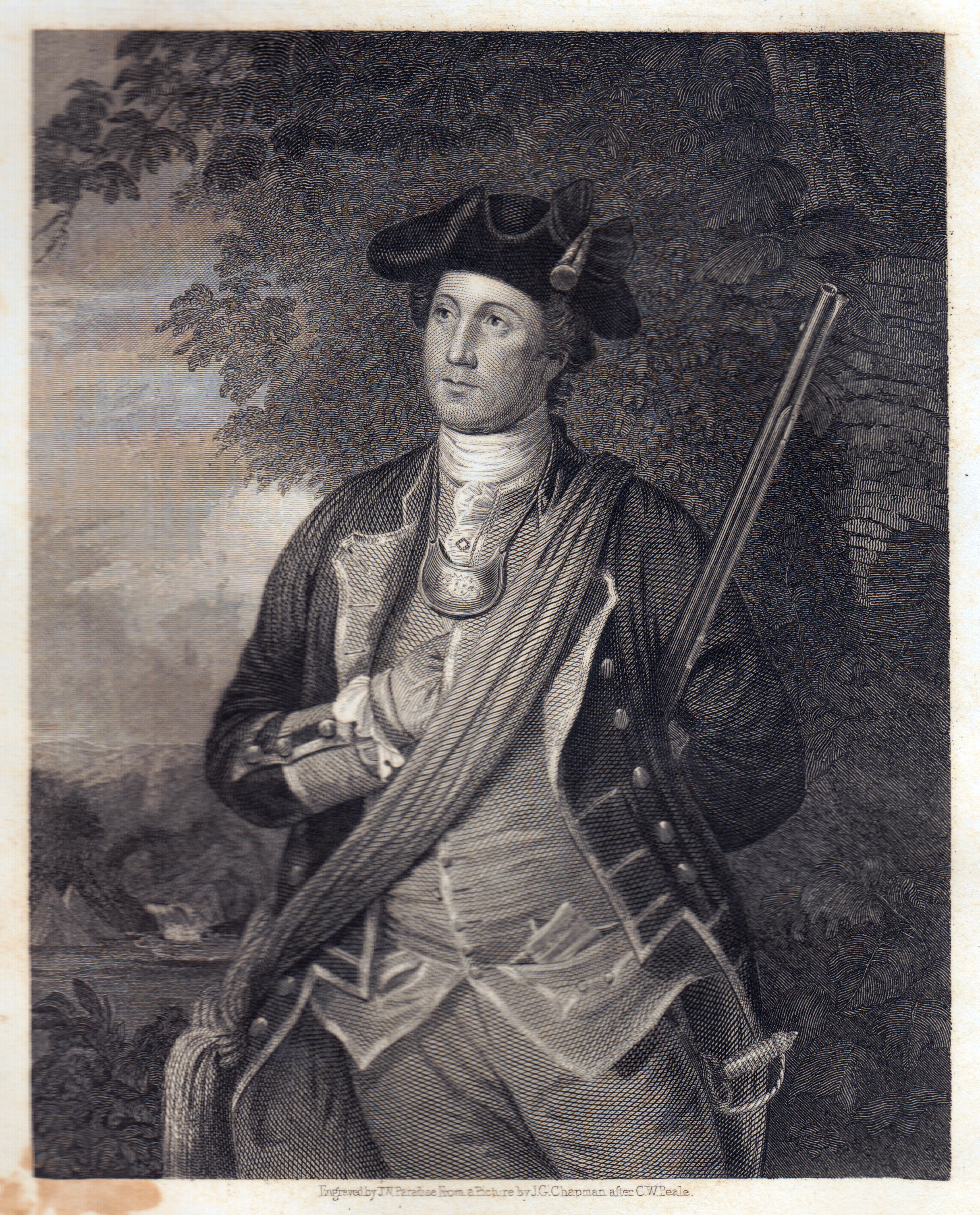
1772년 워싱턴

1758년 12월, 워싱턴은 군사 위원직을 사임하고 다음 16년 동안 버지니아의 부유한 플랜테이션 소유주로 지냈으며, 버지니아 버지스 의회에서도 봉사했다. 그는 식민지에 대한 최초의 직접세인 1765년 인지세법에 반대 의사를 표명했지만, 1767년에 제정된 타운젠드 법에 대한 시위가 널리 퍼질 때까지는 식민지 저항 운동의 주도적인 역할을 맡지 않았다. 1769년 5월, 워싱턴은 친구 조지 메이슨이 초안을 작성한 제안서를 제출했는데, 이 제안서는 법이 폐지될 때까지 버지니아가 영국 상품을 불매할 것을 요구했다. 의회는 1770년에 타운젠드 법을 폐지했고, 적어도 워싱턴에게는 위기가 지나간 듯했다. 그러나 워싱턴은 1774년 참을 수 없는 법의 통과를 "우리의 권리와 특권에 대한 침략"으로 여겼다. 1774년 7월, 그는 "페어팩스 결의"가 채택된 회의를 주재했는데, 이 결의는 무엇보다도 대륙회의의 소집을 요구했다. 8월, 워싱턴은 제1차 버지니아 회의에 참석하여 제1차 대륙회의의 대표로 선출되었다. 1774년에 긴장이 고조되면서, 그는 버지니아의 카운티 민병대 훈련을 돕고 의회가 제정한 영국 상품 불매 운동을 조직하는 데 기여했다.

## 주요 역할
총사령관 워싱턴 장군은 전쟁 중 다섯 가지 주요 역할을 수행했다.
- 첫째, 그는 의회와 협력하여 전쟁의 전반적인 전략을 수립했다. 목표는 항상 독립이었다. 프랑스가 전쟁에 참전했을 때, 그는 프랑스가 보낸 병사들과 긴밀히 협력했으며, 이들은 1781년 요크타운에서의 위대한 승리에 결정적인 역할을 했다.[22]
- 둘째, 그는 1775–1777년과 1781년에 주요 영국군에 대항하는 병력을 이끌었다. 그는 많은 전투에서 패배했지만, 전쟁 중 그의 군대를 항복시킨 적이 없었으며, 전쟁이 끝날 때까지 영국군과 끊임없이 싸웠다. 워싱턴은 영국군의 위치와 계획을 탐지하기 위해 성공적인 첩보 시스템을 개발하기 위해 노력했다. 1778년, 그는 뉴욕시에서 적의 움직임을 염탐하기 위해 컬퍼 스파이단을 결성했다. 1780년에 이들은 베네딕트 아널드가 반역자임을 발견했다.[23] 영국 정보 시스템은 1781년에 완전히 속아 넘어갔는데, 워싱턴과 프랑스군이 북동쪽에서 버지니아주 요크타운으로 이동하고 있다는 사실을 전혀 알지 못했다.[24]
- 셋째, 그는 장군들을 선택하고 지도하는 임무를 맡았다. 1776년 6월, 의회는 "전쟁 및 병참 위원회"로 알려진 위원회로 전쟁 노력을 운영하려는 첫 시도를 했고, 1777년 7월에는 "전쟁 위원회"로 계승되었는데, 이 위원회는 결국 군인들을 포함하게 되었다.[25][26] 군대의 지휘 체계는 의회 임명자들(그리고 의회는 때때로 워싱턴의 의견 없이 임명하기도 했다)과 낮은 계급을 채우는 주 임명자들의 뒤죽박죽이었다. 그의 참모진의 결과는 엇갈렸는데, 존 설리번처럼 그가 좋아하는 일부 인사들은 지휘 기술을 전혀 습득하지 못했다. 결국 그는 너새니얼 그린, 대니얼 모건, 헨리 녹스 (포병대장), 알렉산더 해밀턴 (참모장)과 같은 유능한 장교들을 찾아냈다. 미국 장교들은 전술과 기동 면에서 상대방과 결코 동등하지 않았고, 대부분의 전면전에서 패배했다. 보스턴(1776), 새러토가(1777), 요크타운(1781)에서의 큰 성공은 훨씬 많은 병력으로 영국군을 기지에서 멀리 떨어진 곳에 가둠으로써 얻어졌다.[27]
- 넷째, 그는 군대 훈련과 식량부터 화약, 천막까지 보급품 조달을 담당했다. 그는 정규군을 모집하고 프로이센 참모 장교 출신인 프리드리히 빌헬름 폰 슈토이벤 남작에게 훈련을 맡겼고, 그는 워싱턴의 군대를 규율 잡히고 효과적인 병력으로 변모시켰다.[28] 전쟁 노력과 병사들에게 보급품을 전달하는 것은 의회의 소관이었지만, 워싱턴은 의회에 필수품을 제공하도록 압력을 가했다. 그러나 보급품은 결코 충분하지 않았다.[29]
- 워싱턴의 전쟁에서의 다섯 번째이자 가장 중요한 역할은 왕실에 대한 무장 저항의 구현이었으며, 혁명의 대표적인 인물로서 봉사했다. 그의 장기 전략은 항상 현장에 군대를 유지하는 것이었고, 결국 이 전략은 성공했다. 그의 엄청난 개인적, 정치적 위상과 정치적 기술은 의회, 군대, 프랑스, 민병대, 그리고 주들을 모두 공통의 목표를 향해 나아가게 했다. 더 나아가, 그는 전쟁에서 승리한 후 자발적으로 군사 직위를 사임하고 군대를 해산함으로써 군사 문제에서 민간 우위의 원칙을 영구적으로 확립했다. 그는 또한 잘 훈련된 직업 군인이 제대로 훈련되지 않고 지휘되지 않은 민병대보다 두 배 더 가치 있다는 끊임없는 반복을 통해 상비군에 대한 불신을 극복하는 데 도움을 주었다.[30]

### 정보 활동
조지 워싱턴은 능숙한 정보 관리자였다. 그는 적진 뒤에서 요원들을 활용하고, 토리당과 애국자 모두로부터 정보원을 모집하고, 여행자들을 심문하여 정보 정보를 얻었으며, 수많은 요원들을 정보 및 방첩 임무에 투입했다. 그는 기만 작전과 정보 수집 기술에 능숙했고, 숙련된 선전가였다. 또한 그는 철저한 작전 보안을 유지했다. 그의 주요 실패는 1780년에 베네딕트 아널드가 점점 더 불만을 품고 있었고 왕당파와 연줄이 있었다는 모든 신호를 놓친 것이었다.
정보 관리자로서 워싱턴은 요원의 고용 조건과 지시가 정확하고 서면으로 작성되어야 한다고 주장했다. 그는 구두 보고서보다 서면 보고서를 받고 싶다는 열망을 강조했다. 그는 정보 보고서가 신속하게 처리되도록 거듭 요구했으며, 보고서가 자신에게 전달되는 지연으로 인해 가치를 잃게 된 정보들을 장교들에게 상기시켰다. 그는 또한 다양한 정보원을 개발하여 보고서를 교차 확인할 수 있도록 하고, 한 정보원의 노출이 중요한 지역에서 정보 흐름을 끊지 않도록 해야 한다는 필요성을 인식했다.
워싱턴은 대륙회의로부터 "비밀 서비스 기금"을 요청하여 받았다. 그는 금이나 은을 강력히 원했다. 그의 일지에 기록된 금액에 대해 그는 수령인을 밝히지 않았다. "적진 내에서 고용되거나 적의 손에 넘어갈 수 있는 사람들의 이름은 삽입할 수 없다." 그는 장군들에게 "정보 수집에 있어서 어떤 수단도 가리지 말고, 비용을 아끼지 말라"고 지시했으며, 정보 목적을 위해 고용된 사람들은 "우리가 확고함과 충실성에 안전하게 의존할 수 있는 사람들"이어야 한다고 촉구했다.

## 보스턴
1775년 4월 보스턴 근처에서 렉싱턴 콩코드 전투가 벌어진 후, 식민지들은 전쟁에 돌입했다. 워싱턴은 제2차 대륙회의에 군복을 입고 나타나, 전쟁에 대비하고 있음을 알렸다. 의회는 1775년 6월 14일 대륙육군을 창설하고, 누가 이를 이끌어야 할지 논의했다. 워싱턴은 군사 지도자로서의 명성, 군사 경험, 카리스마, 그리고 군인다운 풍모를 가지고 있었고, 강력한 애국자로 알려져 있었다. 또한 그는 고향인 버지니아 주에서도 인기가 있었다. 워싱턴은 임명을 적극적으로 추진하지 않았지만, 다른 심각한 경쟁자는 없었다. 매사추세츠 대표 존 애덤스는 당시 주로 북부인들로 구성된 군대를 남부인이 이끄는 것이 식민지들을 통합하는 데 도움이 될 것이라고 믿어 워싱턴을 지명했다. 워싱턴은 마지못해 수락하며 "최대한의 진심으로, 제가 이 영광스러운 지휘를 맡을 만하다고 생각하지 않습니다"라고 선언했다.

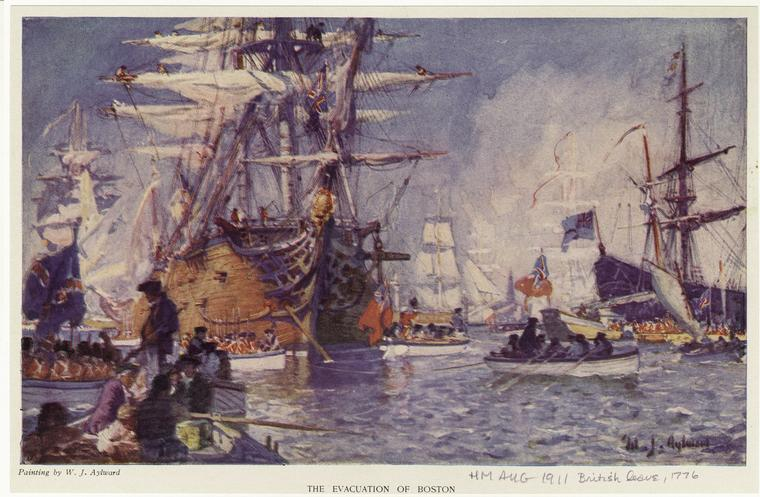
보스턴 포위전이 끝날 무렵 영국군이 도시를 떠나고 있다.

워싱턴은 1775년 7월 3일, 뉴욕에 들러 방어를 위한 군사 중대 조직을 시작한 후, 진행 중이던 보스턴 포위전 동안 보스턴 외곽의 식민지군 지휘를 맡았다. 그의 첫 조치는 절차를 확립하고, 민병대 연대로 시작된 부대를 효과적인 전투 부대로 만드는 것이었다. 그는 이 노력에서 그의 부관인 호레이쇼 게이츠 준장과 찰스 리 소장의 도움을 받았는데, 두 사람 모두 영국군에서 상당한 경험을 가지고 있었다.
재고 조사를 통해 심각한 화약 부족이 드러나자, 워싱턴은 새로운 공급원을 요청했다. 영국군 무기고가 약탈되었고(일부는 서인도 제도에 있는 것 포함), 일부 제조가 시도되었다. 1776년 말까지 간신히 충분한 양(약 250만 파운드)이 확보되었는데, 대부분 프랑스에서 왔다. 중화기를 찾기 위해 그는 헨리 녹스를 원정에 보내 타이컨더로가 요새에서 그곳에서 포획된 대포를 회수하도록 했다. 그는 보스턴의 영국군을 공격하라는 의회의 반복적인 요청에 저항했고, 그러한 행동에 반대하는 군사 회의를 소집했다. 1775년 11월 대륙해군이 창설되기 전에 워싱턴은 의회의 승인 없이 허술하게 보호된 영국 수송선과 보급선을 습격하기 위해 "비밀 해군"을 무장시키기 시작했다. 의회가 퀘벡 침공을 승인했을 때, 워싱턴은 그 지방의 사람들도 영국 군사 통치에 반대하여 일어설 것이라고 믿고 마지못해 동의했다. 그는 심지어 베네딕트 아널드에게 군대를 이끌고 케임브리지에서 현재 메인주의 황무지를 거쳐 퀘벡시로 가도록 승인하기도 했다.
포위전이 길어지면서 병역 만료 문제가 심각한 우려가 되었다. 워싱턴은 의회에 1년 이상의 병역이 효과적인 전투 병력을 구축하는 데 필요하다고 설득하려 했지만, 이 노력에서 거절당했다. 1776년에 창설된 대륙군은 1년이라는 병역 기간만 가졌는데, 이는 1776년 말에 다시 문제가 될 것이었다.

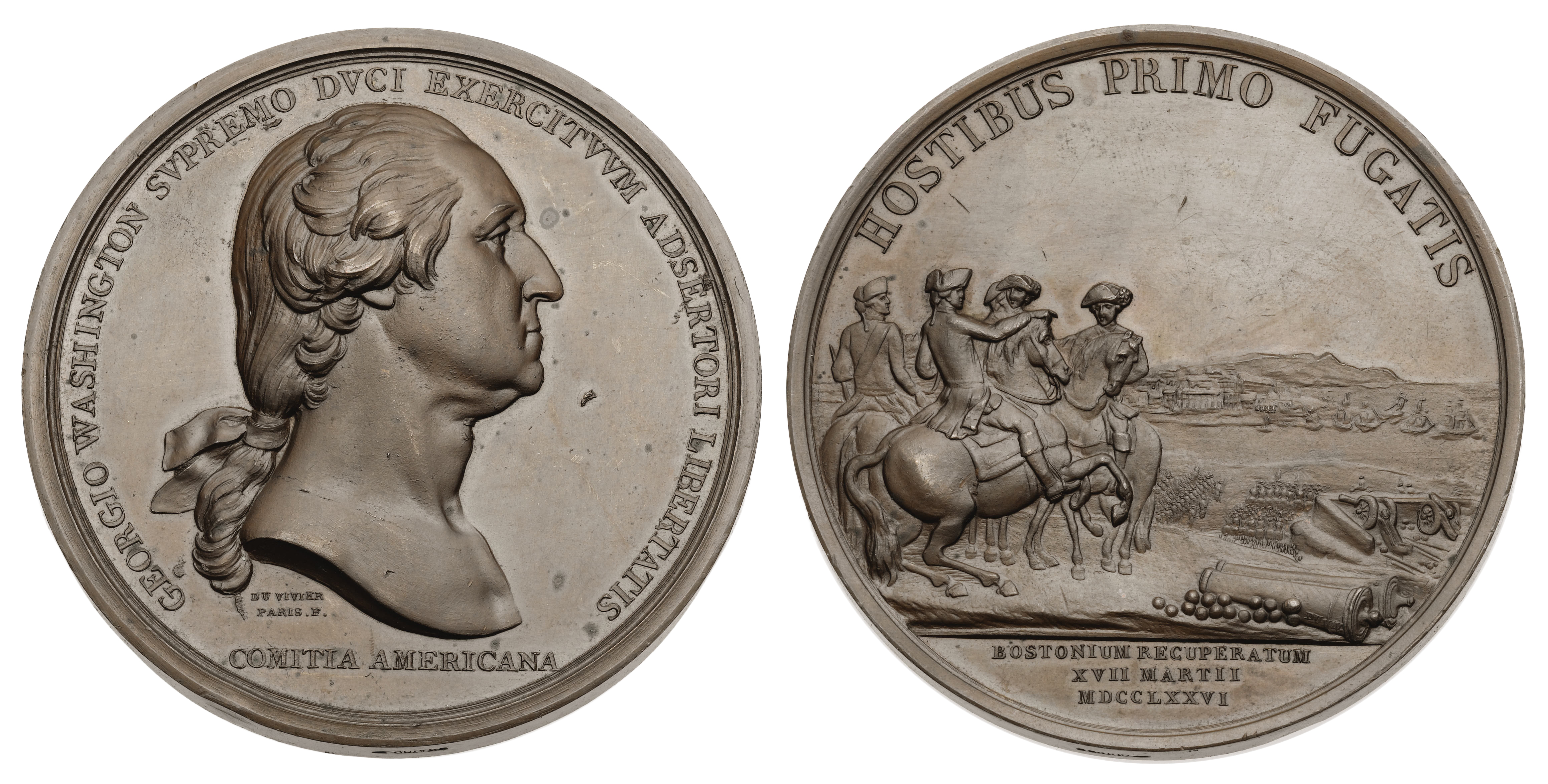
워싱턴은 보스턴에서 거둔 첫 승리에 대해 1790년 첫 의회 명예 황금 훈장을 받았다.

워싱턴은 마침내 헨리 녹스의 포병을 도시가 내려다보이는 도체스터 고지에 배치하고, 영국군이 그 위치를 공격하려고 시도하면 케임브리지에서 도시를 공격할 준비를 상세히 함으로써 영국군을 보스턴에서 철수시켰다. 영국군은 보스턴에서 철수하여 떠났지만, 워싱턴은 그들이 노바스코샤 핼리팩스로 향하고 있다는 것을 알지 못했다. 그들이 뉴욕으로 향하고 있다고 믿은 워싱턴은 (실제로 윌리엄 하우 소장의 최종 목적지였다) 군대의 대부분을 그곳으로 서둘러 보냈다.

## 뉴욕 및 뉴저지 전역
보스턴에서의 워싱턴의 성공은 뉴욕에서는 반복되지 않았다. 의회는 그에게 뉴욕을 방어하라고 주장했고, 뉴욕의 해군 기지이자 허드슨강으로 가는 관문으로서의 중요성을 인식한 워싱턴은 1776년 2월 찰스 리에게 뉴욕 요새화 임무를 위임했다. 퀘벡에서의 흔들리는 군사 작전 또한 추가 병력 요청으로 이어졌고, 워싱턴은 4월에 존 설리번 휘하의 6개 연대를 북쪽으로 파견했다. 더 넓은 전역은 또한 군대 내에 지역적 마찰을 야기했다. 지역적 차이가 문제가 될 것이라는 점에 다소 놀란 워싱턴은 8월 1일에 군대에 연설을 읽었고, 그 연설에서 그는 지역적 차이를 악화시킬 수 있는 "덕과 조국 사랑을 잃은 장교나 병사"를 처벌하겠다고 위협했다. 여러 지역에서 온 병력의 혼합은 또한 더 광범위한 진영병, 특히 이질과 천연두를 야기했다.
워싱턴은 뉴욕에 있는 동안 그의 첫 번째 주요 지휘 논란을 처리해야 했는데, 이는 부분적으로 지역 마찰의 산물이었다. 뉴욕의 오랜 파트론 가문 출신인 필립 스카일러 장군 휘하의 뉴욕 북부 뉴잉글랜드 병사들은 그의 귀족적인 스타일에 반대했고, 그들의 의회 대표들은 워싱턴에게 스카일러를 게이츠 장군으로 교체할 것을 로비했다. 워싱턴은 게이츠에게 퀘벡 주둔군 지휘권을 줌으로써 문제를 해결하려 했지만, 퀘벡 원정의 실패는 다시 불만을 불러일으켰다. 게이츠의 경험에도 불구하고, 워싱턴은 개인적으로 스카일러를 선호했다. 잠재적으로 복잡한 상황을 피하기 위해 워싱턴 장군은 스카일러에게 북부 사령부의 전반적인 지휘권을 주었지만, 게이츠를 전투 권한을 가진 부사령관으로 임명했다. 이 사건은 워싱턴에게 게이츠의 진급 욕구와 의회에서의 그의 영향력을 노출시켰다.

### 뉴욕시 상실
수천 명의 유럽 병력과 동생인 리처드 하우 제독이 지휘하는 함대가 증원된 하우 장군의 군대는 7월 초 뉴욕항 입구(나로스)에 도착하기 시작했고, 스태튼아일랜드에 반대 없이 상륙했다. 하우의 의도에 대한 정보가 없었던 워싱턴은 여전히 제대로 훈련되지 않은 군대를 맨해튼과 롱아일랜드 사이에 분산시킬 수밖에 없었다. 분쟁에 대해 정치적으로 양면적인 태도를 보인 하우 형제는 평화 위원으로 활동할 권한을 부여받았고, 워싱턴과 접촉을 시도했다. 그러나 그들은 "조지 워싱턴 장군"에게 보내는 서한에 주소를 기재하기를 거부했고, 워싱턴의 대표자들은 이를 수락하기를 거부했다.

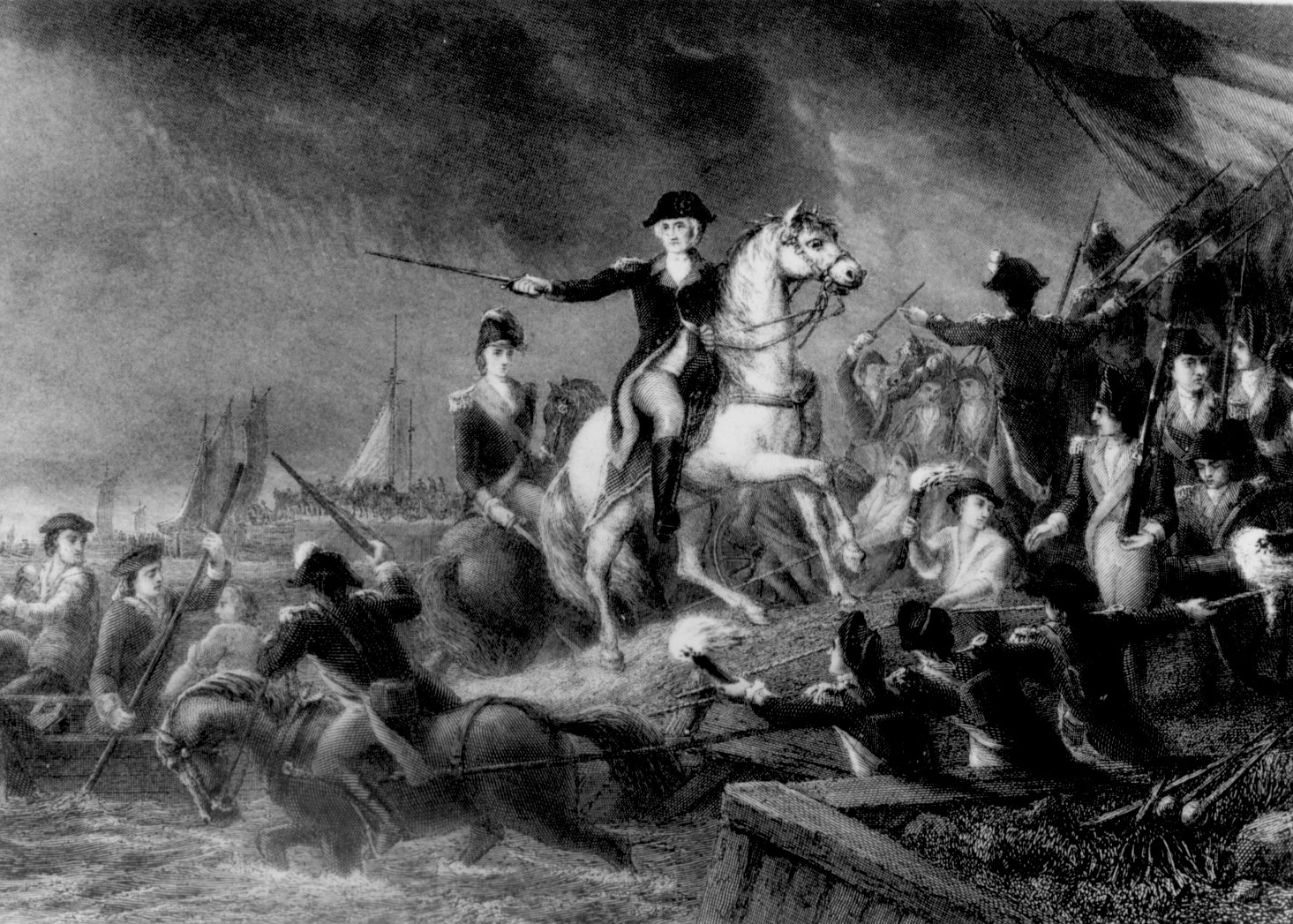
워싱턴이 롱아일랜드에서 후퇴를 이끌고 있다.

8월, 영국군은 마침내 뉴욕시 점령 작전을 시작했다. 그들은 먼저 롱아일랜드에 대규모로 상륙하여 롱아일랜드 전투에서 워싱턴의 전진 진지를 측면 공격했다. 하우 소장은 롱아일랜드에 남아있는 대륙군을 포획할 수 있었던 중요한 전술적 이점을 활용하지 않고, 대신 그들이 후퇴한 요새화된 진지를 포위하기로 결정했다. 워싱턴이 롱아일랜드의 보루를 강화하기 위해 추가 병력을 보낸 것에 대해 많은 역사가들이 비판했지만, 워싱턴과 하우 형제 모두에게 미국군이 수로에 배를 침몰시켜 이스트강을 성공적으로 봉쇄했으며, 따라서 추가 병력을 포위 위험에 빠뜨리지 않았다는 점이 분명했다. 워싱턴은 패배할 것이 확실해 보이는 포위전 앞에서 철수하기로 결정했다. 일부 역사가들이 그의 가장 위대한 군사적 업적 중 하나라고 부르는 것에서, 그는 롱아일랜드에서 이스트강을 건너 맨해튼으로 야간 철수를 감행하여 병력과 군수물자를 구했다.
하우 형제는 그 후 위치를 공고히 하기 위해 잠시 멈췄고, 9월 11일 제독은 의회 대표들과 헛된 평화 회의에 참여했다. 나흘 후 영국군은 맨해튼에 상륙했고, 강에서의 포격은 경험 없는 민병대를 공황 상태로 몰아넣고 워싱턴을 더 후퇴하게 만들었다. 워싱턴이 9월 16일 할렘 하이츠에서 맨해튼으로 진격하는 영국군을 막은 후, 하우는 다시 측면 기동을 감행하여 펠스 포인트에 병력을 상륙시켜 워싱턴의 후퇴 경로를 차단하려 했다. 이 움직임에 대항하기 위해 워싱턴은 군대의 대부분을 화이트 플레인스로 철수시켰고, 10월 28일 짧은 전투 후 더 북쪽으로 후퇴했다. 이로 인해 맨해튼 북부에 남아있던 대륙군 병력은 고립되었고, 하우는 맨해튼으로 돌아와 11월 중순 워싱턴 요새를 점령하여 거의 3,000명의 포로를 잡았다. 나흘 후, 워싱턴 요새 건너편 허드슨 강에 있는 리 요새도 점령되었다. 워싱턴은 군대의 대부분을 허드슨 강을 건너 뉴저지로 데려왔지만, 즉시 영국군의 공격적인 진격으로 인해 후퇴할 수밖에 없었다.
전역 동안 전반적인 조직력 부족, 보급품 부족, 피로, 질병, 그리고 무엇보다도 미국 지휘부에 대한 신뢰 부족으로 인해 훈련되지 않은 정규군과 겁에 질린 민병대가 붕괴되었다. 워싱턴은 불평했다. "성공이 매우 불확실하고 적의 손에 넘어갈 가능성이 있을 때, 용감한 방어의 명예는 충분한 자극이 되지 않는 것 같다." 워싱턴은 하우 장군이 워싱턴의 군대를 파괴하는 것보다 뉴욕 통제권을 확보하는 데 더 집중했다는 점에서 운이 좋았다. 하우의 지나치게 경직된 계획 고수는 워싱턴에 대한 결정적인 조치를 위한 전역 중에 발생한 기회를 활용할 수 없게 만들었다.

### 뉴저지 반격

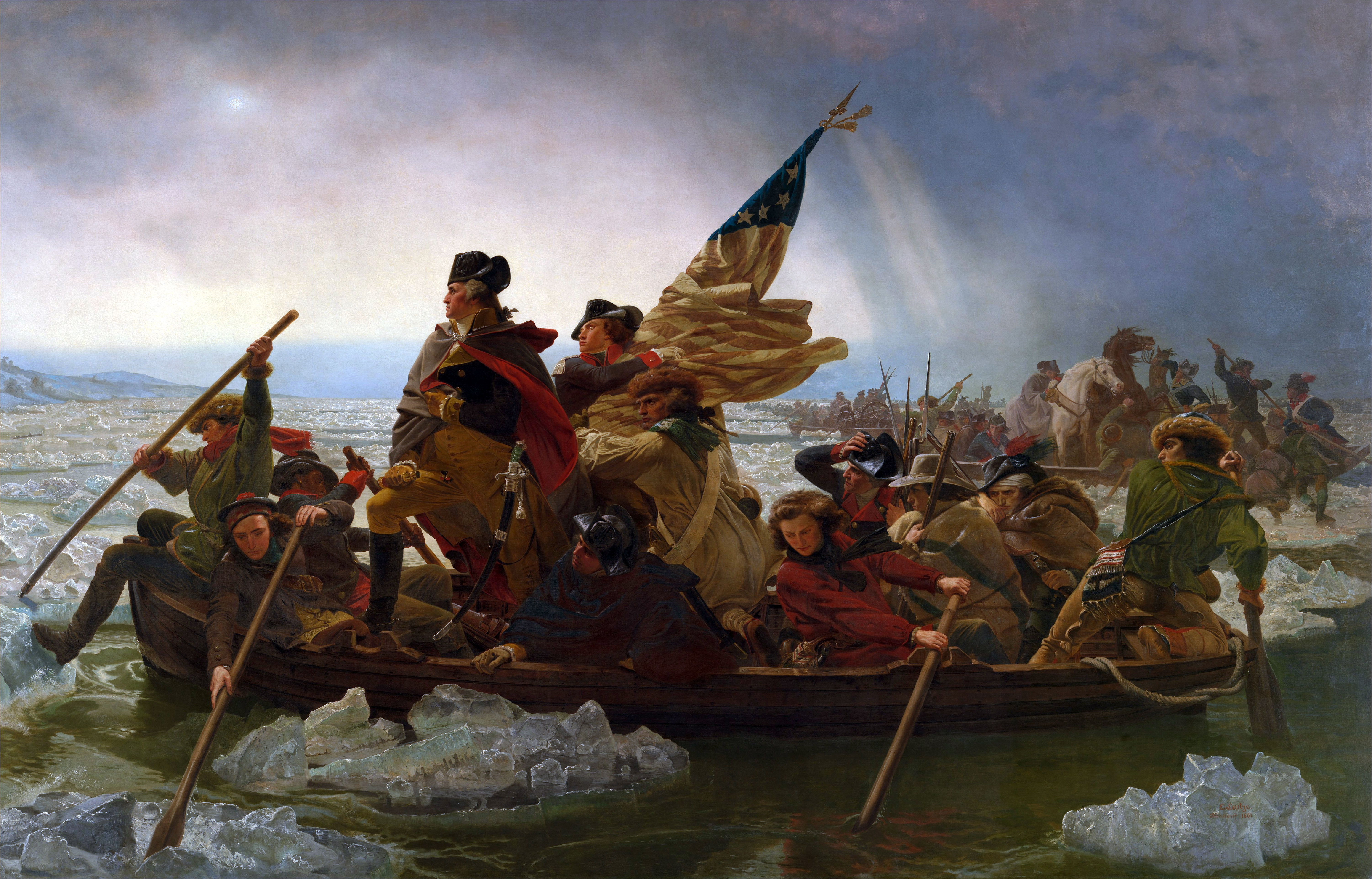
델라웨어강을 건너는 워싱턴, 에마누엘 로이체, 1851년

뉴욕을 잃은 후 워싱턴의 군대는 두 부분으로 나뉘었다. 한 병력은 허드슨 강 통로를 보호하기 위해 뉴욕 북쪽에 남았고, 워싱턴은 찰스 콘월리스 소장의 추격을 받으며 뉴저지를 가로질러 펜실베이니아로 후퇴했다. 사기는 낮았고, 대중의 지지는 흔들렸으며, 의회는 영국군의 공격을 두려워하여 필라델피아를 버렸다. 워싱턴은 게이츠 장군에게 타이컨더로가 요새에서 병력을 데려오도록 명령했고, 또한 뉴욕시 북쪽에 남겨두었던 리 장군의 병력에게도 자신과 합류하도록 명령했다. 워싱턴과의 관계가 때때로 어려웠던 리는 변명을 늘어놓으며 모리스타운까지만 이동했다. 리가 12월 12일 군대에서 너무 멀리 벗어나자, 그의 노출된 위치는 왕당파에 의해 배신당했고, 배내스터 탈턴 중령이 이끄는 영국군 중대가 그가 머물고 있던 여관을 포위하고 그를 포로로 잡았다. 리의 지휘권은 존 설리번에게 넘어갔고, 그는 군대를 트렌턴 건너편 강에 있는 워싱턴의 진영으로 행진시키는 것을 마쳤다.
리의 체포는 포로 대우에 관한 양측 협상에서 중요한 전환점이 되었다. 리는 이전에 영국군에서 복무했기 때문에 탈영병으로 취급되었고, 해당 혐의에 합당한 군사적 처벌을 받겠다고 위협받았다. 워싱턴은 리와 사이가 좋지 않았음에도 불구하고, 리와 다른 고위 포로들이 대우받는 방식과 동일하게 포로로 잡힌 영국군 장교들을 대우하겠다고 위협했다. 이로 인해 리의 감금 생활은 개선되었고, 그는 결국 1778년에 리처드 프레스콧과 교환되었다.
탈영과 병력 모집 기간 만료로 인한 병력 손실에도 불구하고, 워싱턴은 뉴저지와 펜실베이니아에서 민병대 모집이 증가한 것에 고무되었다. 이 민병대는 영국군의 최전방 전초기지를 포위하는 데 적극적으로 활동하여, 영국군이 정찰과 식량 조달을 할 수 있는 능력을 제한했다. 워싱턴은 이러한 저항을 직접 지휘하지는 않았지만, 이를 이용하여 트렌턴의 헤센병 전초기지를 공격할 계획을 세웠다. 1776년 12월 25-26일 밤, 워싱턴은 자신의 병력을 이끌고 델라웨어강을 건너 다음날 아침 헤센 수비대를 기습하여 1,000명의 병력을 포로로 잡았다.

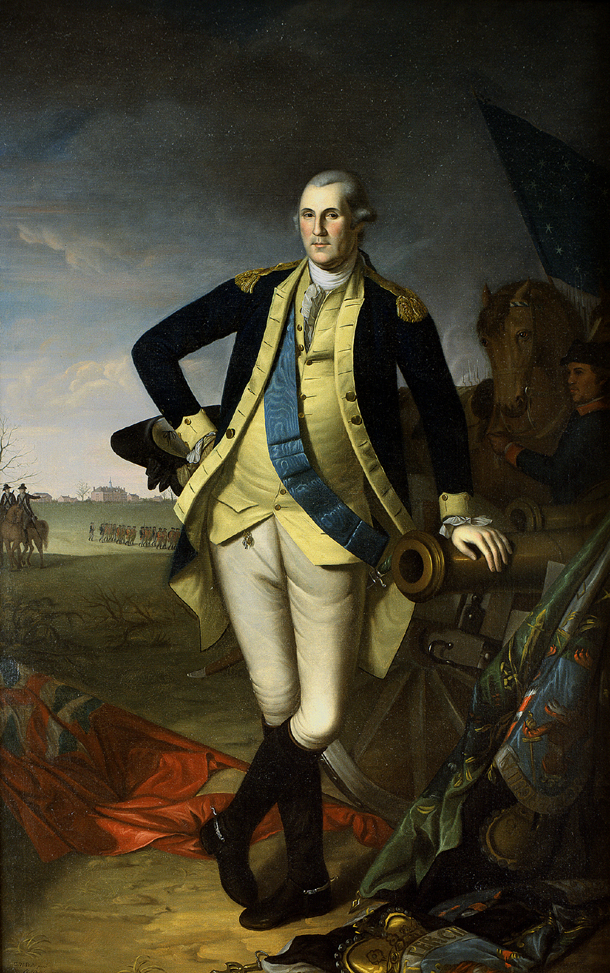
1779년 찰스 윌슨 필이 그린 프린스턴의 조지 워싱턴

이 작전은 군대의 사기를 크게 북돋웠지만, 콘월리스를 뉴욕에서 불러내기도 했다. 그는 6,000명 이상의 병력을 재집결하여 대부분을 트렌턴 남쪽에 워싱턴이 점령한 위치로 진격시켰다. 프린스턴에 1,200명의 수비대를 남겨둔 콘월리스는 1777년 1월 2일 워싱턴의 위치를 공격했고, 어둠이 깔리기 전 세 번이나 격퇴당했다. 밤 동안 워싱턴은 진지를 비웠고, 야영지 경비병들에게 훨씬 더 큰 병력이 있는 것처럼 보이도록 지시하여 군대의 움직임을 위장했다. 워싱턴은 그 후 프린스턴 수비대를 공격할 의도로 콘월리스의 위치 주위를 돌았다.
1월 3일, 미국 선발대를 이끌던 휴 머서는 찰스 모우드 휘하의 프린스턴 영국군 병사들과 마주쳤다. 영국군 병사들은 머서를 공격했고, 이어진 전투에서 머서는 치명적인 부상을 입었다. 워싱턴은 존 캐드월래더 장군 휘하의 증원군을 보냈고, 이들은 모우드와 영국군을 프린스턴에서 몰아내는 데 성공했으며, 많은 병력이 트렌턴의 콘월리스에게로 도망쳤다. 영국군은 이 전투에서 병력의 4분의 1 이상을 잃었고, 승리로 미국군의 사기는 높아졌다.
이 예상치 못한 승리들은 영국군을 뉴욕시 지역으로 후퇴시켰고, 혁명군의 사기에 극적인 활력을 불어넣었다. 겨울 동안, 모리스타운의 겨울 숙영지에 주둔한 워싱턴은 뉴저지에 있는 영국군 진지에 대해 낮은 수준의 민병대 전쟁을 느슨하게 지휘하며, 뉴저지와 펜실베이니아 민병대의 활동을 대륙군 자원의 신중한 사용과 결합하여 뉴저지에 주둔한 영국 및 독일군을 괴롭히고 위협했다.
1776년 전역에서의 워싱턴의 엇갈린 성과는 의회에서 큰 비판을 받지 않았다. 12월에 볼티모어로 필라델피아를 떠나기 전에 의회는 워싱턴에게 "독재적"이라고 묘사되는 권한을 부여했다. 뉴저지에서의 성공은 일부 의원들의 눈에 워싱턴을 거의 신격화시켰고, 그 결과 의회는 그에게 훨씬 더 존경하는 태도를 보였다. 존 애덤스는 워싱턴이 받고 있는 "미신적인 숭배"에 대해 불평했다. 워싱턴의 성과는 국제적으로도 주목받았다. 가장 위대한 군사 전략가 중 한 명인 프리드리히 대왕은 "[트렌턴과 프린스턴에서의] 워싱턴의 업적은 군사적 업적 역사상 가장 빛나는 것들 중 하나였다"고 썼다. 미국 대의를 강력히 지지하던 프랑스 외무장관은 프랑스 물품 공급을 재개했다.

## 필라델피아와 밸리 포지

### 초기 기동
1777년 5월, 하우 장군이 북쪽으로 올버니를 향할지 아니면 남쪽으로 필라델피아를 향할지 불확실한 상황에서, 워싱턴은 그의 군대를 뉴저지 와충 산맥의 미들브룩 주둔지로 이동시켰다. 하우가 뉴브런즈윅에서 남서쪽으로 군대를 이동시키자, 워싱턴은 이를 그의 강력한 위치에서 자신을 끌어내려는 움직임으로 정확히 해석하고 움직이기를 거부했다. 하우가 해안으로 후퇴한 후에야 워싱턴은 뒤따랐지만, 그의 산악 방어선에서 그를 분리하려던 하우의 시도는 6월 말 쇼트힐즈 전투에서 좌절되었다. 이미 필라델피아를 상대로 작전을 벌이기로 결정했던 하우는 뉴저지에서 철수하여 7월 말에 그의 군대의 대부분을 선박에 싣고 출항했고, 워싱턴은 그의 목적지에 대해 혼란스러워했다.

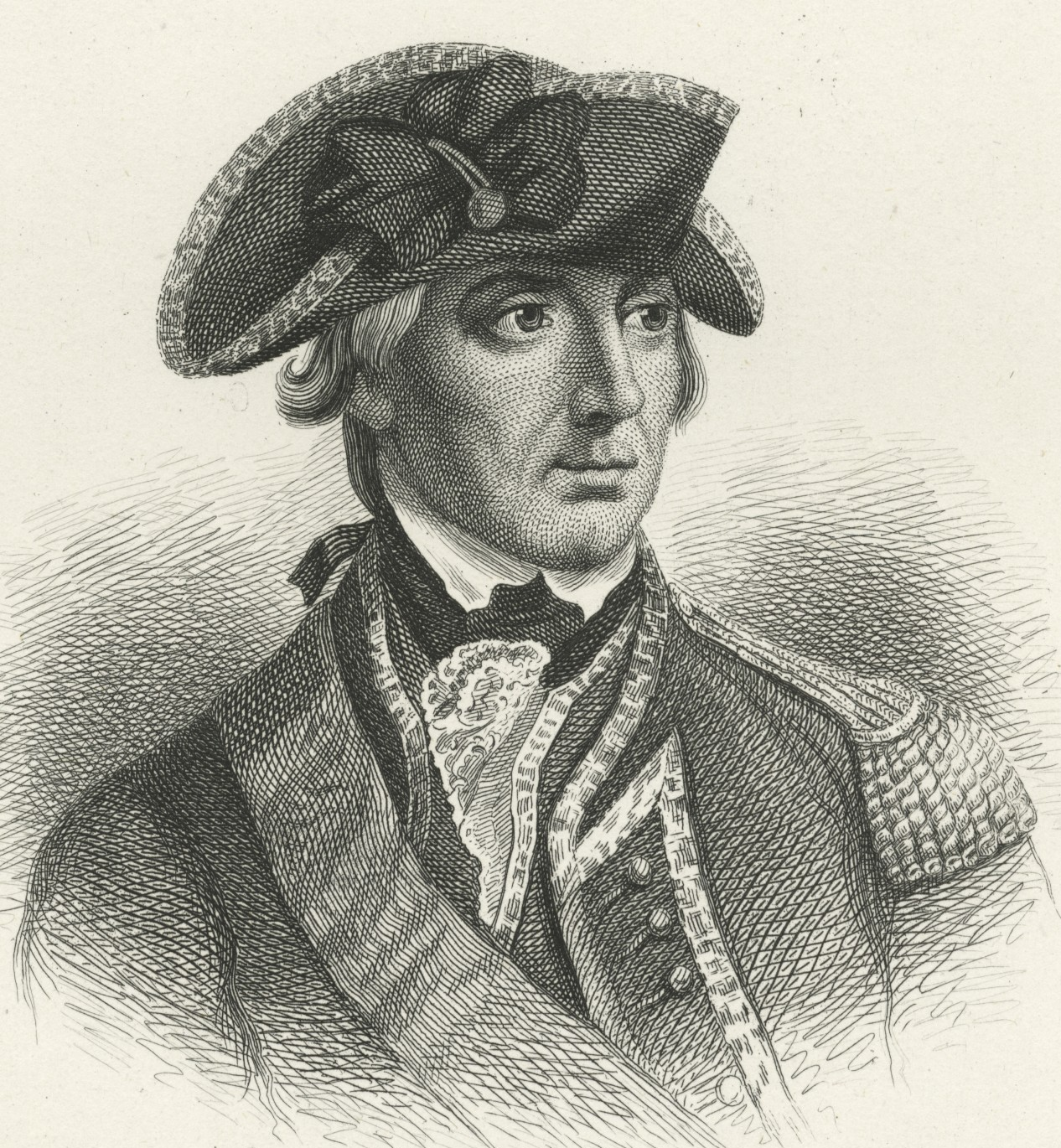
윌리엄 하우 소장

하우의 동기를 파악하는 데 워싱턴이 어려움을 겪었던 것은 존 버고인 장군의 지휘 아래 퀘벡에서 타이컨더로가 요새를 향해 남쪽으로 이동하는 영국군이 있었기 때문이다. 하우의 출발은 부분적으로 버고인이 7월 초 타이컨더로가 요새 점령에 성공한 것에 자극받았다. 버고인은 하우가 자신의 전역을 지원하여 허드슨 통제권을 확보할 것이라고 기대했지만, 하우는 버고인을 실망시켰고, 영국군에게는 재앙적인 결과를 초래했다. 워싱턴은 타이컨더로가 포기 소식을 들었을 때(그는 앤서니 웨인 장군으로부터 "많은 유혈 사태 없이는 결코 점령할 수 없다"고 들었다), 충격을 받았다. 하우가 허드슨 강으로 향하고 있다는 우려에, 그는 그의 가장 유능한 장교 세 명인 베네딕트 아널드, 벤저민 링컨, 그리고 대니얼 모건과 그의 소총병 부대를 북쪽으로 보냈다. 그는 또한 이즈리얼 퍼트넘의 병력 중 750명을 북쪽으로 보내 게이츠 장군이 허드슨 방어를 돕도록 했다.
워싱턴은 봄에 아널드 장군과 몇 가지 어려움을 겪었다. 의회는 장군들의 승진에 주별 제도를 채택했는데, 이로 인해 경험이나 선임권이 더 많은 장교들보다 여러 장교들이 소장으로 승진하게 되었다. 외국인 장교들을 고위 계급으로 임관시키는 것과 결합되어, 이는 존 스탁의 사임을 초래했다. 캐나다 전역에서 공을 세운 아널드도 사임하겠다고 위협했다. 워싱턴은 이 승진 제도에 불만을 품은 아널드와 다른 장교들을 대신하여 의회에 서한을 보내, 이로 인해 "두세 명의 다른 매우 훌륭한 장교들"을 잃을 수 있다고 밝혔다. 워싱턴은 또한 1776년 말에 아널드에게 로드아일랜드주의 병력 지휘권을 주면서 아널드와 게이츠 사이에 갈등의 씨앗을 뿌렸다. 이 움직임 때문에 게이츠는 아널드를 진급 경쟁자로 보게 되었고, 이전의 긍정적인 게이츠와 아널드의 관계는 식어버렸다. 그러나 아널드는 타이컨더로가의 함락 소식이 전해지자 불평을 접고 복무하기로 동의했다.
의회는 유럽 외교 대표들의 독려에 따라 1777년 초 여러 유럽 용병들에게 군사 위원회를 발행했다. 사일러스 딘이 추천한 그들 중 두 명인 라파예트 후작과 토마스 콘웨이는 워싱턴의 활동에 중요한 인물로 판명될 것이었다. 겨우 20세였던 라파예트는 처음에는 딘이 소장 임명을 제안하면서 권한을 넘어섰다는 말을 들었지만, 자신의 비용으로 군대에 자원하겠다고 제안했다. 워싱턴과 라파예트는 처음 만났을 때 즉시 서로에게 호감을 느꼈고, 라파예트는 워싱턴의 가장 신뢰받는 장군이자 절친한 친구가 되었다. 반면에 콘웨이는 워싱턴의 리더십을 높이 평가하지 않았고, 1777년 전역 시즌과 그 여파에서 문제의 근원이 되었다.

### 필라델피아 함락
워싱턴은 하우의 함대가 체서피크만을 따라 북쪽으로 항해하고 있다는 것을 알게 되자, 하우의 위협으로부터 도시를 방어하기 위해 군대를 필라델피아 남쪽으로 서둘러 이동시켰다. 하우 소장은 1777년 9월 11일 브랜디와인 전투에서 워싱턴의 측면을 돌파했고, 몇 번의 추가 기동 후 9월 26일 필라델피아로 무저항 입성했다. 워싱턴이 수도를 방어하지 못한 것은 의회(요크로 도피했다)와 다른 군 장교들로부터 거센 비난을 불러일으켰다. 부분적으로 비평가들을 침묵시키기 위해 워싱턴은 저먼타운에 노출된 영국군 기지에 대한 정교한 공격을 계획했다. 10월 4일 저먼타운 전투는 공격의 복잡성과 이에 동원된 민병대 병력의 미숙함으로 인해 부분적으로 실패했다. 워싱턴의 병사 400명 이상이 포로로 잡혔는데, 여기에는 조지 매튜스 대령과 제9 버지니아 연대 전체가 포함되었다. 공격의 한 갈래를 이끌던 애덤 스티븐이 술에 취해 합의된 공격 계획에서 벗어났다는 사실도 도움이 되지 않았다. 그는 군법 회의에 회부되어 군대에서 해고되었다. 역사가 로버트 레키는 이 전투가 거의 성공할 뻔했고, 몇 가지 작은 변화로 워싱턴에게 결정적인 승리가 돌아갈 수도 있었다고 지적한다.

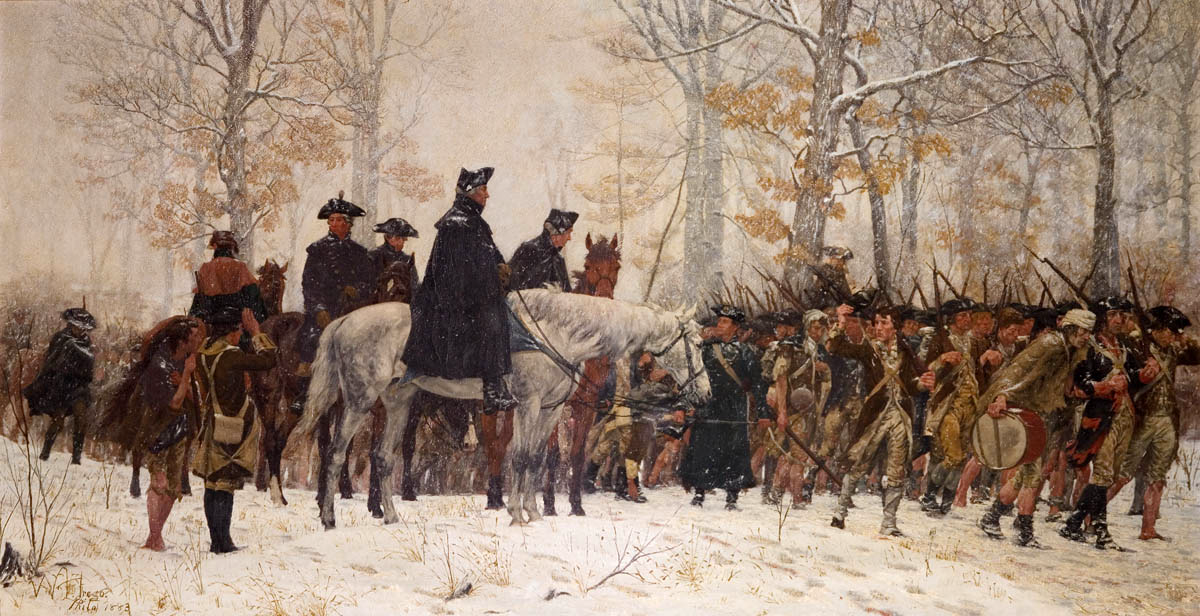
밸리 포지로 진격하는 워싱턴의 군대

한편, 하우의 도움을 받을 수 없었던 버고인은 10월 17일, 베미스 하이츠 전투 10일 후에 포위되어 그의 전군을 항복할 수밖에 없었다. 이 승리로 게이츠 장군은 영웅이 되었고, 의회의 찬사를 받았다. 이와 동시에 워싱턴은 멀리서 영국군에게 델라웨어강 통제권을 잃는 것을 지켜보았고, 12월에 군대를 밸리 포지의 겨울 숙영지로 행진시켰다. 워싱턴은 필라델피아에서 더 가깝거나 멀리 떨어진 곳에 주둔하라는 권고에도 불구하고 밸리 포지를 선택했는데, 그곳이 영국군 움직임을 감시하기에 충분히 가깝고 서쪽의 비옥한 농경지를 적의 약탈 원정에서 보호할 수 있었기 때문이다.

### 밸리 포지
워싱턴의 군대는 다음 6개월 동안 밸리 포지에 머물렀다. 겨울 동안, 10,000명의 병사 중 2,500명이 질병과 노출로 사망했다. 군대의 어려움은 워싱턴의 정치적 반대자 중 한 명인 토머스 미플린이 병참부를 심하게 잘못 관리했기 때문이며, 농민과 상인들이 거의 가치 없는 대륙 화폐 대신 영국군에게 경화로 상품을 판매하려는 선호 등 여러 요인으로 악화되었다. 부당 이득자들 또한 군대의 비용으로 이득을 얻으려 했고, 민간인에게 동일한 상품에 대해 청구하는 가격의 1,000배를 청구했다. 의회는 워싱턴에게 군대에 필요한 보급품을 압수할 권한을 부여했지만, 워싱턴은 그러한 권한을 사용하기를 꺼려했는데, 이는 전쟁이 벌어지고 있는 폭정과 비슷했기 때문이다.
겨울 동안 그는 프로이센 참모부 출신인 슈토이벤 남작이 감독하는 전면적인 훈련 프로그램을 도입했다. 군대가 겪은 고난에도 불구하고 이 프로그램은 놀라운 성공을 거두었고, 워싱턴의 군대는 1778년 봄에 훨씬 더 규율 잡힌 병력으로 거듭났다.
워싱턴 자신도 다양한 출처로부터 자신의 지도력에 대한 불만에 직면해야 했다. 필라델피아 상실로 인해 일부 의회 의원들은 그를 지휘관 자리에서 해임하는 것을 논의했다. 이들은 게이츠, 미플린, 콘웨이 장군을 포함한 군대 내 워싱턴의 비판자들에 의해 더욱 부추겨졌다. 특히 게이츠는 콘웨이와 벤저민 러시 의원, 리처드 헨리 리에 의해 워싱턴의 적절한 대체자로 여겨졌다. 공식적인 음모의 증거는 없지만, 이 사건은 군대 내 불만의 규모가 콘웨이가 게이츠에게 보낸 비판적인 서한에 의해 노출되었기 때문에 콘웨이 모략으로 알려져 있으며, 이 서한의 일부 내용은 워싱턴에게 전달되었다. 워싱턴은 이 비판들을 의회에 공개했고, 의회와 군대 내 지지자들이 그를 지원하기 위해 단결했다. 게이츠는 결국 이 사건에서의 자신의 역할에 대해 사과했고, 콘웨이는 사임했다. 워싱턴의 위치와 권위는 다시는 심각하게 도전받지 않았다. 전기 작가 론 셔노우는 워싱턴이 이 사건을 처리한 방식이 그가 "완벽한 정치적 내부 전투가"였으며, 적들이 음모를 꾸미는 동안에도 침착함과 위엄을 유지했음을 보여주었다고 지적한다.

## 프랑스의 전쟁 참전
새러토가에서의 승리(그리고 어느 정도는 저먼타운에서 워싱턴의 거의 성공)는 프랑스가 미국의 동맹국으로서 공개적으로 전쟁에 참전하도록 설득하는 데 영향을 미쳤다. 프랑스의 전쟁 참전은 전쟁의 역동성을 변화시켰는데, 영국은 더 이상 해상 통제권을 확신할 수 없었고 자국 본토와 전 세계의 다른 식민지 영토 침공을 걱정해야 했다. 이제 헨리 클린턴 소장의 지휘를 받는 영국군은 1778년 필라델피아를 철수하고 뉴욕으로 돌아갔으며, 워싱턴은 몬머스 전투에서 그들을 공격했다. 이 전투는 북부에서의 마지막 주요 전투였다. 전투 전에 워싱턴은 선봉대 지휘권을 그해 초에 교환되었던 찰스 리에게 주었다. 리는 워싱턴의 단호한 지시에도 불구하고 라파예트의 영국군 후방에 대한 조직적인 공격 제안을 거부했고, 영국군이 그를 마주하자 후퇴했다. 워싱턴이 주력군을 이끌고 도착했을 때, 그와 리는 격렬한 말다툼을 벌였고, 워싱턴은 리에게 지휘권을 내려놓으라고 명령했다. 워싱턴은 전 겨울의 훈련 프로그램을 통해 군대의 전술과 실행 능력이 향상되어 있었고, 회복하여 영국군과 무승부를 기록했다. 리는 군법 회의에 회부되었고 결국 군대에서 해고되었다.

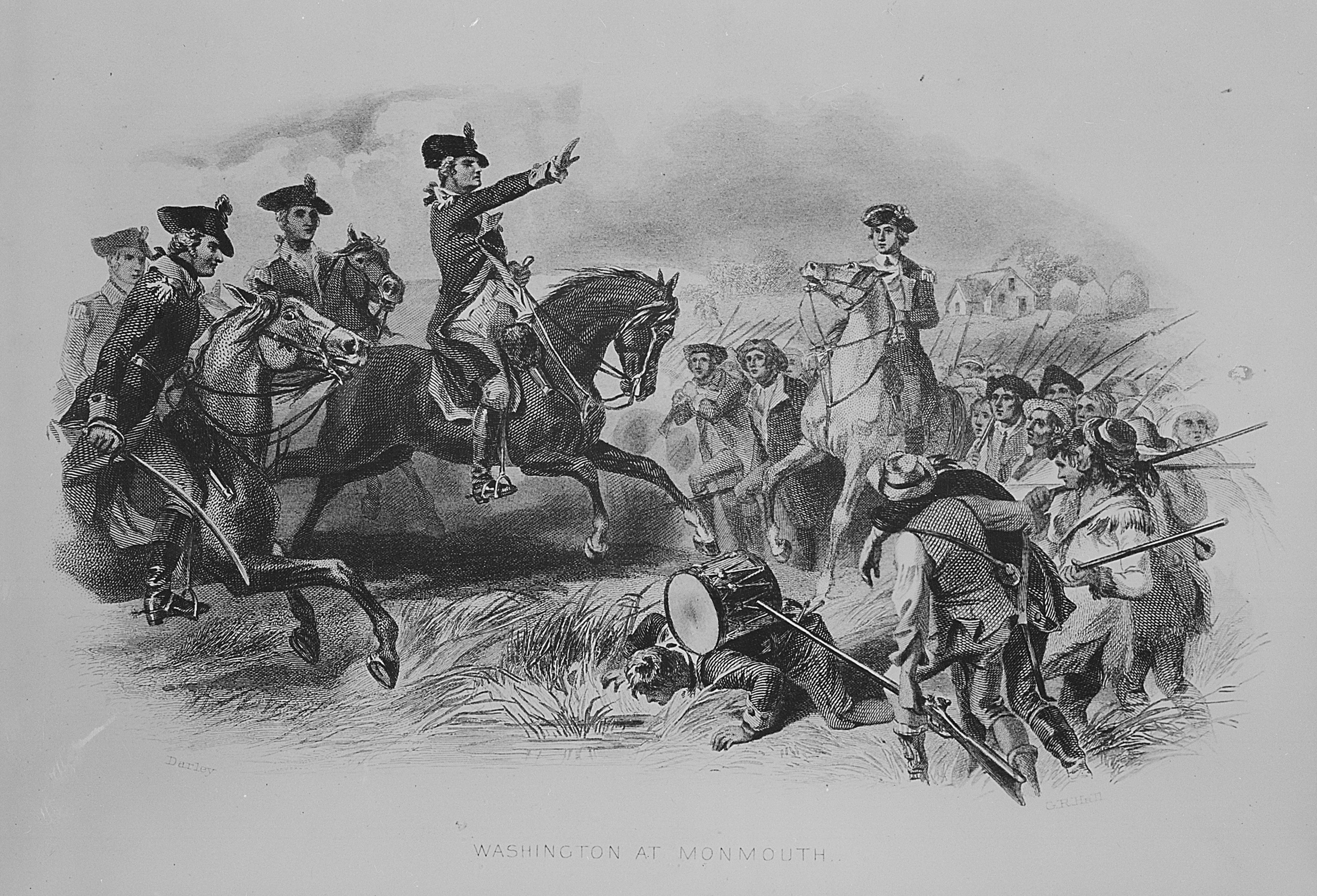
몬머스 전투의 워싱턴

클린턴이 뉴욕으로 돌아온 직후, 프랑스 함대가 북미 해안에 도착했다. 워싱턴은 이 병력을 가장 잘 활용하는 방법에 대한 논의에 참여했고, 로드아일랜드 뉴포트에 있는 영국군 전초기지에 대한 공격이 계획되었다. 워싱턴의 가장 신뢰할 수 있는 두 부하인 라파예트와 그린이 있었음에도 불구하고, 협력 시도는 비참한 실패였다. 퀘벡의 프레더릭 할디맨드 경이 조직하고 지원한 영국군과 인디언군은 1778년에 국경 정착촌을 습격하기 시작했으며, 서배너는 그해 말 점령되었다.
비교적 온화했던 1778–1779년 겨울 동안, 워싱턴과 의회는 1779년 전역 시즌의 선택지를 논의했다. 1778년에 처음 제안되었던 퀘벡에 대한 프랑스-미국 연합 작전의 가능성은 의회에서 많은 지지자를 얻었으며, 워싱턴의 측근인 라파예트에 의해 적극적으로 지지되었다. 퀘벡 지방 방어의 알려진 약점에도 불구하고, 워싱턴은 그러한 작전을 수행할 병력과 보급품 부족, 국가의 취약한 재정 상태, 그리고 영토 회복을 위한 프랑스의 제국주의적 야망을 이유로 이 아이디어에 단호히 반대했다. 국경 습격에 대한 답변을 요구하는 의회의 압력에 맞서, 워싱턴은 이로쿼이 연맹에 대한 대규모 원정을 제안했다. 이는 승인되었고, 1779년 여름 존 설리번 소장 휘하의 상당한 병력이 국경 습격에 대한 보복으로 뉴욕 북서부 국경 지역으로 대규모 원정을 감행했다. 이 원정은 이로쿼이족을 뉴욕에서 성공적으로 몰아냈지만, 국경 습격의 빈도와 심각성에는 거의 영향을 미치지 않았다.

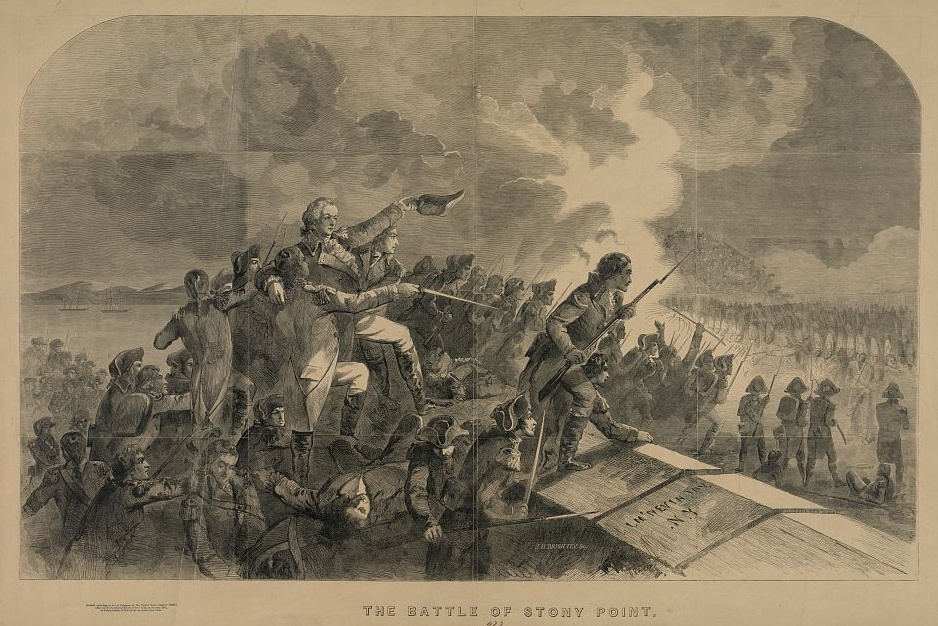
1779년 스토니 포인트 전투에서 병력을 이끄는 앤서니 웨인 준장

그러나 뉴욕의 워싱턴의 적은 가만히 있지 않았다. 클린턴은 코네티컷에서 체서피크만에 이르는 해안 지역 사회에 대한 여러 차례의 수륙 양용 습격을 감행했고, 허드슨강 계곡의 워싱턴 방어선을 탐색했다. 강을 따라 대규모 병력을 이끌고 올라와 스토니 포인트의 주요 전초 기지를 점령했지만, 더 이상 진격하지는 않았다. 클린턴이 습격 작전을 위한 병력을 제공하기 위해 그곳의 수비대를 약화시키자, 워싱턴은 반격을 조직했다. 앤서니 웨인 장군이 이끄는 부대는 오직 총검만을 사용하여 스토니 포인트를 탈환했다. 미국군은 그 진지를 계속 점령하지 않기로 결정했지만, 이 작전은 미국군의 사기를 높이고 영국군의 사기에 타격을 주었다. 미국군의 사기는 그해 후반에 두 번째 주요 프랑스-미국 연합 작전인 서배너 탈환 시도가 많은 사상자를 내며 실패하면서 타격을 입었다.

## 영국의 남부 전략
1779–80년 겨울은 기록에 남아 있는 식민지 역사상 가장 추운 겨울 중 하나였다. 뉴욕항이 얼어붙었고, 대륙군의 겨울 막사는 눈으로 뒤덮여 밸리 포지에서 겪었던 것보다 더 큰 고난을 겪었다. 전쟁의 인기는 시들해졌고, 의회와 주 모두의 지폐 발행은 경제에 해를 끼쳤고, 군대에 보급품을 공급하는 능력을 저해했다. 지폐는 또한 병사들의 급여로 사용되었기 때문에 군대의 사기에도 타격을 입혔다. 의회는 1780년 3월에 지폐와 금화의 환율을 40대 1로 고정했지만, 많은 상인들은 공식 환율로 대륙 화폐를 받으려 하지 않았다. 한 왕당파는 "가짜 돈과 가짜 주들은 녹아내릴 것이며 // 가짜 군대는 급여 부족으로 해산될 것이다"라고 썼다.

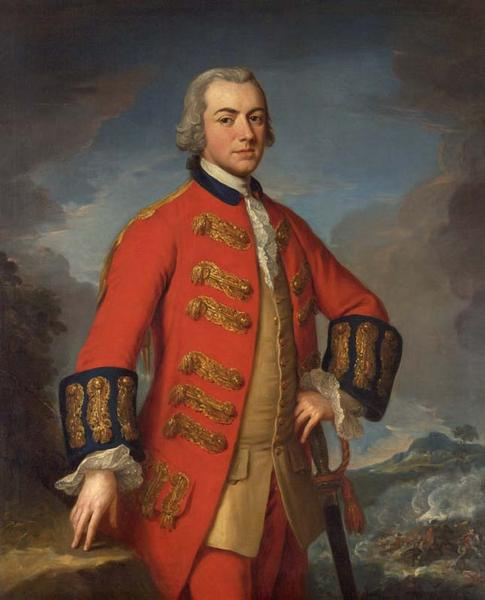
헨리 클린턴 소장

1779년 말 영국군은 대부분의 남부인들이 본질적으로 왕당파라는 가정에 기반한 새로운 전략을 시작했다. 클린턴 장군은 뉴포트에서 영국 수비대를 철수하고 10,000명 이상의 병력을 집결시켜 1780년 상반기에 사우스캐롤라이나 찰스턴을 성공적으로 포위했다. 1780년 6월, 그는 5,000명 이상의 대륙군 병사와 민병대를 포로로 잡았는데, 이는 미국에게 전쟁 중 최악의 단일 패배였다. 워싱턴은 3월 말에 자신의 군대에서 몇몇 연대를 남쪽으로 비관적으로 파견했는데, 이는 그가 다가오는 재앙으로 보았던 상황에 어느 정도 영향을 미치기를 희망했다. 그는 또한 버지니아와 노스캐롤라이나에 주둔한 병력에게 남쪽으로 이동하라고 명령했지만, 이들은 찰스턴에서 포로로 잡히거나 나중에 왁스호와 캠던에서 흩어졌다. 캠던에서는 게이츠 장군이 치욕스러운 패배를 당했는데, 그는 워싱턴의 사전 조언이나 지식 없이 의회에 의해 남부 지휘관으로 임명되었다. 게이츠는 전투선이 붕괴된 후 180 마일 (290 km)를 말로 도망쳐 군대를 버렸다고 유명하다. 이 참사는 게이츠의 야전 장교 경력을 끝냈지만, 그는 정치적 연줄 덕분에 자신의 행동에 대한 공식적인 조사를 피했다.
워싱턴의 군대는 1780년에 수많은 문제로 고통받았다. 병력 부족, 자금 부족, 장비 부족이었다. 이러한 단점 때문에 워싱턴은 주요 원정 요청을 거부하고 뉴욕에 있는 주요 영국군 주둔지에 계속 집중하기를 선호했다. 뉴저지 병사들 사이의 불만에 대한 지식은 뉴욕의 영국군이 모리스타운의 주요 군 기지에 도달하려는 두 번의 시도를 하게 만들었다. 이 시도들은 코네티컷 팜스와 스프링필드에서의 전투에서 상당한 민병대 지원을 받아 좌절되었다.

## 아널드의 반역
1778년 6월 영국군이 필라델피아에서 철수하자 워싱턴은 베네딕트 아널드 소장을 도시의 군사 사령관으로 임명했다. 역사가 존 샤이는 다음과 같이 언급한다.
워싱턴은 그의 경력에서 최악의 결정 중 하나를 내렸다. 아널드를 부유하고 정치적으로 분열된 도시의 군사 총독으로 임명한 것이다. 그 누구도 이 직책에 그보다 자격 미달인 사람은 없었다. 아널드는 분쟁에 휘말리는 경향과 정치적 감각 부족을 충분히 보여주었다. 무엇보다도 그는 적 점령으로 깊은 상처를 입은 사람들을 대할 때 재치, 인내, 공정함이 필요했다.
1780년 9월, 워싱턴에게 새로운 충격이 찾아왔다. 영국군 존 앙드레 소령이 뉴욕 외곽에서 체포되었고, 그가 가지고 있던 서류에서 아놀드의 반역이 드러났다. 워싱턴은 아놀드의 군사적 재능을 매우 존경했고, 그의 심각한 부상으로 인해 전투 지휘관으로 적합하지 않다고 판단하여 필라델피아에서 역할을 주었다. 그곳에서 행정관으로 재직하는 동안 아놀드는 상류 사회에서 호화롭게 접대했지만 많은 정치적 적들을 만들었다. 그는 영국군 앙드레 소령이 구애했던 활기찬 페기 시픈과 결혼했다. 결혼 후 그녀는 앙드레와 연락을 유지했고, 앙드레는 1779년 뉴욕시의 영국군 첩보 작전 책임자가 되었다. 아놀드는 1779년 클린턴 장군과 비밀 협상을 시작했다. 앙드레가 그의 연락책이었고, 페기는 메시지를 전달했다. 아놀드는 워싱턴에게 간청했고, 워싱턴은 그를 뉴욕의 주요 애국자 거점인 웨스트포인트의 사령관으로 임명했다. 그는 2만 파운드에 영국군에게 웨스트포인트를 넘겨주기로 동의했다. 아놀드는 앙드레의 체포를 통보받고 겨우 탈출했다. 양측의 모든 사람들은 앙드레를 존경했고 아놀드를 경멸했다. 워싱턴은 앙드레를 아놀드와 교환할 것을 제안했지만, 클린턴은 그 정도까지는 할 수 없었다. 앙드레는 스파이로 교수형을 당했고, 아놀드는 영국군 준장이 되었다. 워싱턴은 뉴욕시에서 아놀드를 납치하려 시도했지만, 아놀드가 버지니아로 약탈 원정을 떠나면서 좌절되었다.

## 요크타운

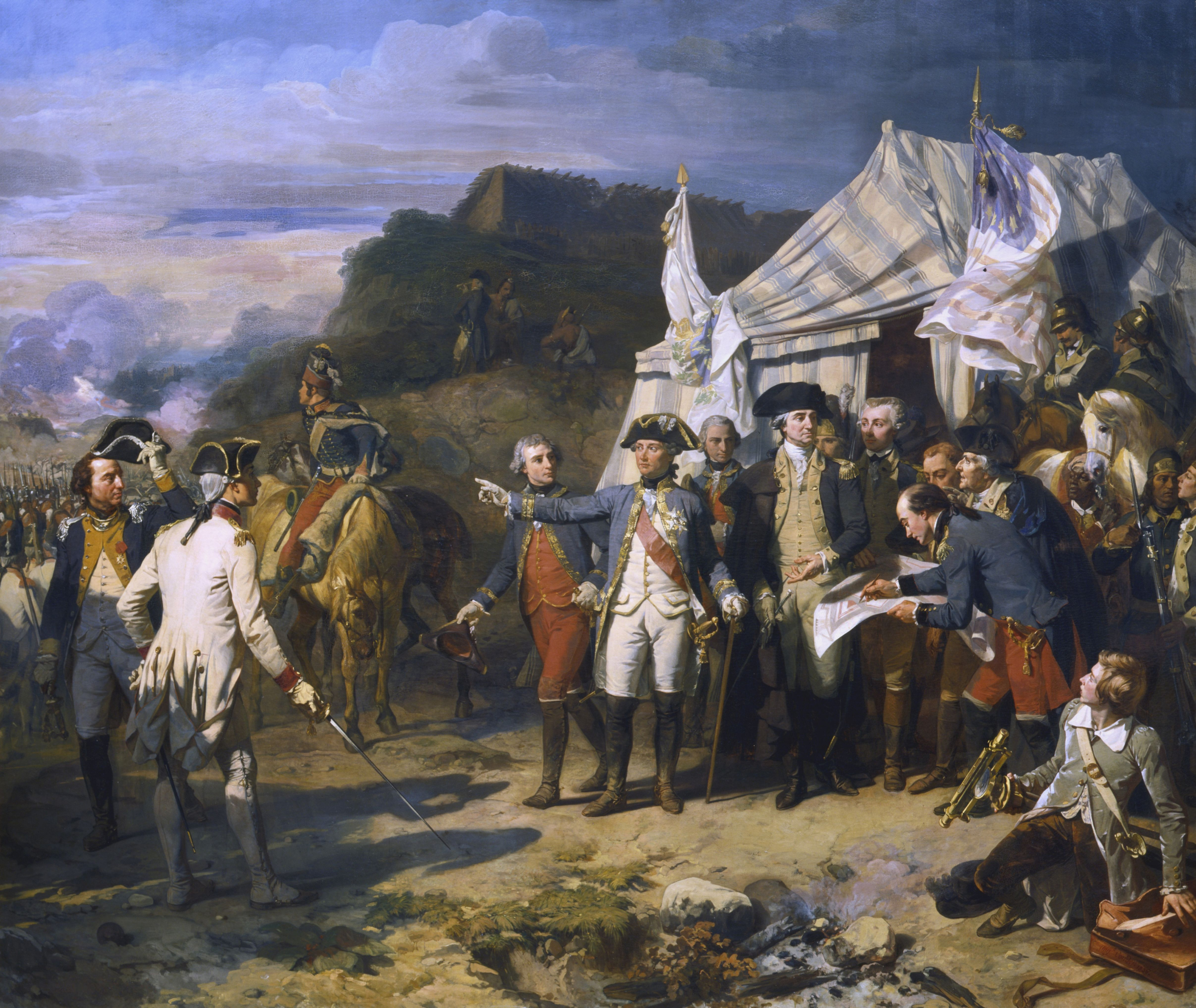
요크타운의 워싱턴과 로샹보 백작

1781년 초 몇 달은 미국 대의에게 여전히 어려운 시기였다. 펜실베이니아에서 병사들이 반란을 일으켜 뉴저지의 병사들도 그렇게 하도록 자극했다. 워싱턴은 펜실베이니아 병사들의 요구를 해결하는 데 관여하지 않았지만, 로버트 하우 장군 휘하의 병력을 보내 뉴저지 반란을 가혹하게 진압하고 두 명을 교수형에 처했다.
아널드 장군의 버지니아 원정은 시골을 약탈하고 군사 및 경제 기반 시설과 보급품을 파괴하는 등 놀라운 성공을 거두었다. 그는 슈토이벤 남작 휘하의 버지니아 민병대와 대륙군 신병들의 비효율적인 저항에 부딪혔다. 워싱턴은 라파예트와 추가 대륙군 병력을 남쪽으로 보냈고, 프랑스 데투슈 제독에게 뉴포트 주둔 함대를 체서피크만으로 보내도록 설득했다. 그러나 데투슈는 1781년 3월 케이프 헨리 전투에서 로드니 제독의 영국 함대와 맞섰고, 만으로 진입할 수 없었다. 이후 클린턴 장군은 윌리엄 필립스 장군 휘하의 더 많은 병력을 버지니아로 보냈고, 그는 중부 버지니아에서 약탈 작전을 재개했다.
1781년 초 몇 달 동안 프랑스 외무장관 베르젠 백작은 이제 전 세계적으로 진행되는 전쟁이 북미에서의 결정적인 행동 없이는 더 이상 지속될 수 없음을 깨달았다. 이를 위해 뉴포트 주둔 프랑스군은 뉴욕 외곽의 워싱턴군에 합류하라는 명령을 받았고, 그 해 서인도 제독인 드 그라스 백작은 북미에서의 작전을 지원하라는 명령을 받았다. 프랑스는 또한 전쟁 노력을 돕기 위해 미국에 6백만 리브르를 제공했다.
1781년 5월, 워싱턴과 프랑스군 지휘부는 프랑스군의 지시가 도착한 후 코네티컷 웨더스필드에서 만났다. 그들은 합동 작전 옵션을 논의했고, 워싱턴은 뉴욕 공격을 주장했고, 로샹보는 필립스 장군에 대항하는 버지니아에서의 작전을 주장했다. 로샹보는 그의 군대를 뉴욕으로 데려오기로 동의했고, 드 그라스에게 옵션을 설명하는 공문이 서인도 제도에 보내졌다.

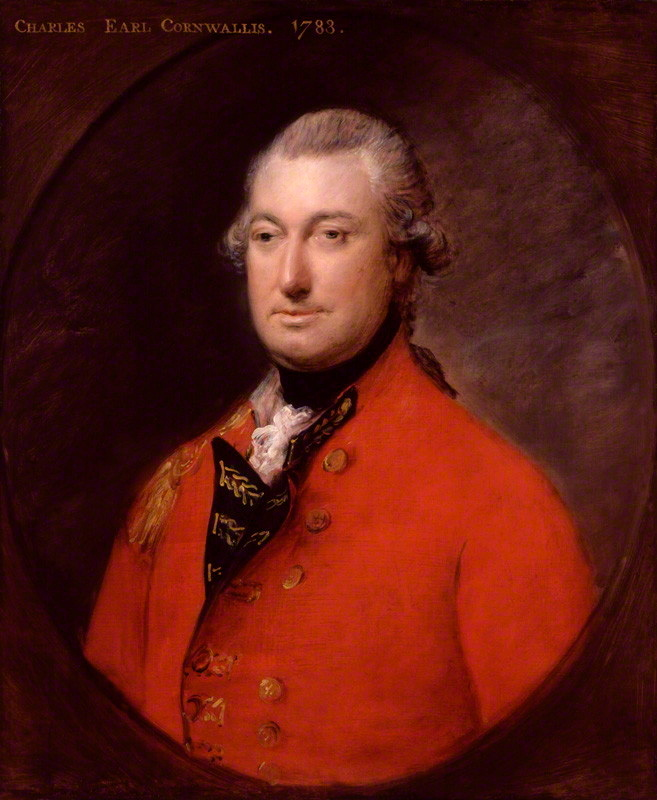
1783년 토머스 게인즈버러가 그린 콘월리스 경의 초상화

클린턴 장군은 남부군 지휘권을 콘월리스 장군에게 넘겼다. 캠던에서 게이츠가 패배한 후, 그는 명목상 사우스캐롤라이나를 통제하게 되었지만, 프랜시스 매리언과 토머스 섬터와 같은 게릴라 전사들이 이끄는 상당한 민병대 교전이 있었다. 콘월리스는 이후 영국군의 권한을 노스캐롤라이나로 확장하려 했지만, 그의 군대의 한쪽 날개는 1780년 10월 킹스 마운틴 전투에서 패배했고, 다른 쪽 날개는 1781년 1월 카우펜스 전투에서 패배했다. 특히 킹스 마운틴은 로열리스트들을 추가로 모집하려는 시도에 결정적인 타격을 입혔고, 콘월리스가 의존하라는 지시를 받은 병력이었다. 캠던 패배 이후 워싱턴은 남부 대륙군 지휘관으로 게이츠를 대신할 너새니얼 그린을 선택했고, 그린은 콘월리스에 대항하여 효과적인 게릴라전을 펼쳤다. 충분한 병력을 확보하자 그린은 3월에 노스캐롤라이나 힐스버러에서 콘월리스에게 전면전을 제안했다. 비록 길퍼드코트하우스 전투에서 패배했지만, 그린은 콘월리스에게 상당한 사상자를 입히면서 자신의 군대는 온전히 유지했다.
콘월리스는 재정비를 위해 윌밍턴으로 이동한 후, 그린의 군대에 대한 보급 기지로 보았던 버지니아로 그의 군대를 이동시키는 논란의 여지가 있는 결정을 내렸다. 그는 필립스의 군대와 합류하여 라파예트가 이끄는 성장하는 대륙군 병력을 상대로 기동하는 한편, 주에서 경제 및 군사 목표물을 계속 습격하고 파괴했다. 결국 버지니아 진입 결정은 클린턴에게 알려졌고, 클린턴은 이 움직임에 놀랐다. 일련의 혼란스럽고 때로는 모순된 제안 끝에, 클린턴은 7월 말 콘월리스에게 버지니아에 요새화된 심해 항구를 건설하라는 확고한 명령을 내렸다. 콘월리스는 클린턴에게 요크타운에 그렇게 할 것이라고 통보했다.

### 포위와 승리
드 그라스 제독은 7월 중순 워싱턴과 로샹보의 전보를 받았다. 그는 즉시 북쪽으로 전보를 보내 체사피크만으로 항해하여 그곳 작전을 지원할 것이라고 알렸다. 워싱턴은 이 결정을 알게 되자 뉴욕 공격 계획을 마지못해 포기했다. 그는 대담하지만 위험한 전략적 움직임으로 뉴욕에서 버지니아로 6,000명의 병사를 행진시켰고, 뉴욕 고지는 가볍게 방어된 채로 남겨두었다. 워싱턴은 훗날 뉴욕에 대한 초기 작전 준비가 클린턴을 속이기 위함이었다고 주장했지만, 1781년의 문서 기록은 그를 뒷받침하지 않았다. 행진이 시작된 후의 작전에는 의도적인 기만이 포함되었다. 행진의 일환으로 병사들은 허드슨 강 서쪽에 야영지와 다른 공사를 설치하는 것처럼 보였고, 이는 뉴욕 공격을 준비하는 듯했다. 클린턴이 기만을 알아차릴 때쯤 워싱턴은 이미 델라웨어를 건넜다.
드 그라스는 그의 전 함대(전함 28척)를 이끌고 북쪽으로 항해했으며, 그의 영국 상대인 로드니 제독 (드 그라스가 그의 전 함대를 데리고 올 것이라고 예상하지 못했다)은 추격에 단 15척의 함대만을 보냈다. 9월 초, 프랑스와 대륙군이 남쪽으로 행진하는 동안, 드 그라스와 영국 함대 (뉴욕에서 온 함선이 포함되어 19척으로 늘어났다)는 체사피크만 해전에서 만났다. 프랑스의 승리는 전략적으로 매우 중요했는데, 이는 영국이 체사피크만 통제권을 상실하게 했고 요크타운에서 콘월리스를 포위하는 발판을 마련했기 때문이다.

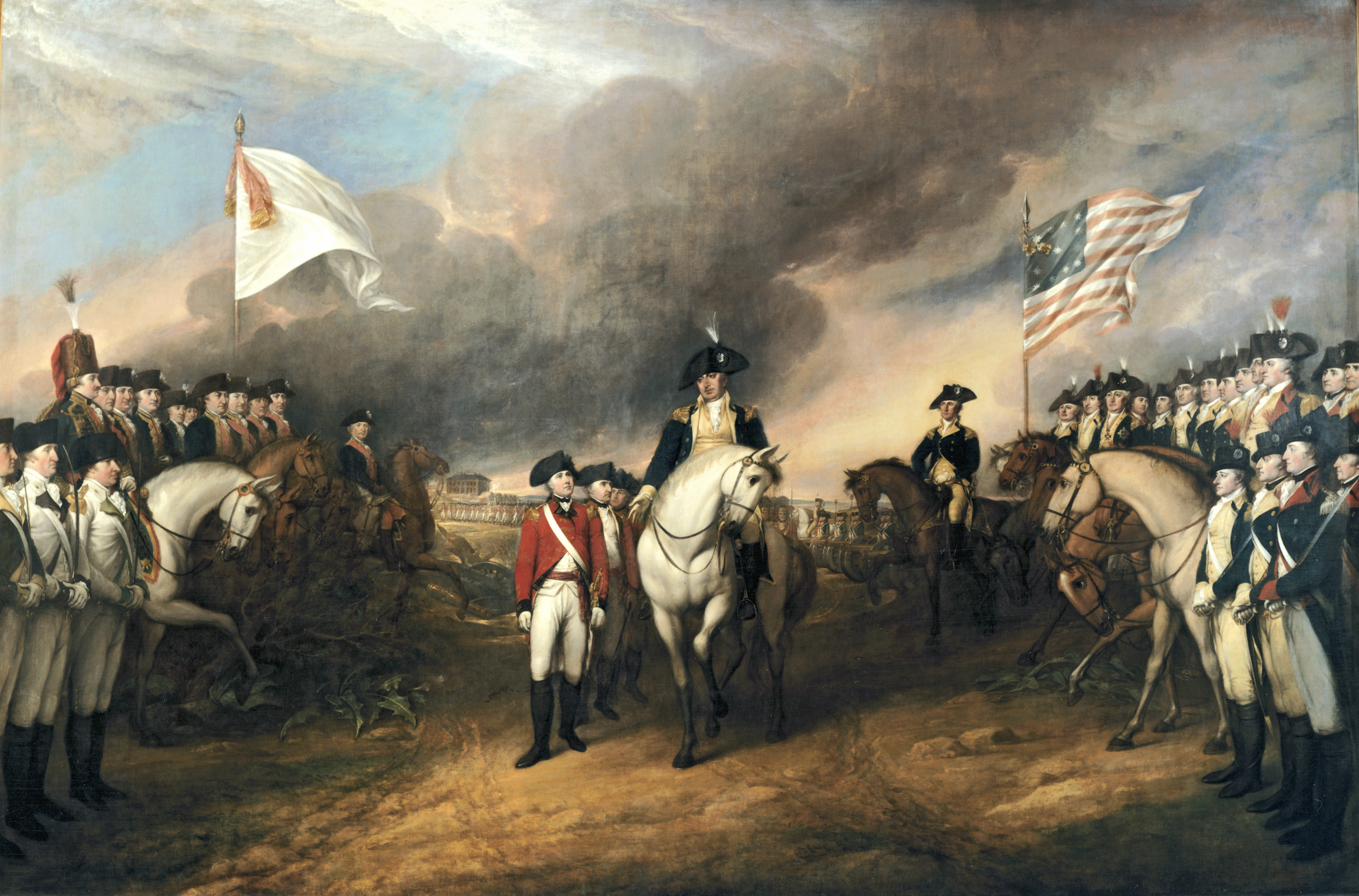
1820년 존 트럼불이 그린 콘월리스 경의 항복

요크타운에 도착했을 때 워싱턴은 5,700명의 대륙군, 3,200명의 민병대, 7,800명의 프랑스 정규군을 지휘했다. 9월 28일 프랑스-미국 연합군은 요크타운을 봉쇄하고 10월 6일 포위 참호 굴착을 시작했다. 9일까지 첫 번째 평행선에 대포가 배치되었고, 요새화된 영국군 진지에 포격을 시작했다. 이후 두 번째 평행선 작업이 빠르게 진행되었는데, 영국군 방어선에서 불과 300 야드 (270 m) 떨어져 있었다. 14일에는 영국군 방어선의 외곽 보루 두 곳이 강습되었고, 영국군 진영 전체가 프랑스군과 미국군 대포의 사정거리 안에 들어왔다. 요크 강을 건너 탈출하려던 시도가 실패한 후, 콘월리스는 10월 17일 협상을 시작했다. 이틀 후 조건이 합의되었고, 그의 8,000명의 병력이 항복 행진을 했다. 전투 병력의 규모와 포위전의 중요성에도 불구하고, 연합군 사상자는 260명, 영국군 사상자는 550명에 불과했다. 미국군 사상자 중 한 명은 워싱턴의 의붓아들이자 부관인 존 파크 커스티스였는데, 그는 포위전 중 진영병으로 사망했다.
요크타운에서의 재앙은 런던 지배층의 사기를 꺾고 영국의 전쟁 의지를 마비시켰다. 영국의 전쟁 지지 세력은 의회 통제권을 잃었고, 새 정부는 평화 회담을 시작했다. 이 회담은 1783년 파리 조약으로 결실을 맺었으며, 영국은 미국 독립을 인정했다.

## 평화를 기다리며
요크타운 이후 워싱턴의 군대는 뉴욕으로 돌아왔고, 로샹보의 군대는 버지니아에 남았다. 워싱턴은 의회가 "우리의 일이 너무 일찍 끝났다고 생각할 수도 있다"는 우려에 따라 1782년에 군대가 작전을 수행할 준비가 되어 있는지 확인하기 위해 노력했다. 1781-82년 겨울 동안 영국 함대의 움직임이 워싱턴에게 약간의 우려를 야기했지만, 그는 필라델피아에서 비교적 편안하게 지낼 수 있었다. 그는 1782년 3월 뉴버그의 본부로 돌아왔고, 그곳에서 탐욕스러운 군수품 계약업자들을 상대해야 했다. 조슈아 허디 민병대 장교의 왕당파에 의한 처형은 워싱턴과 클린턴 간의 교환을 야기했고, 허디의 교수형에 대한 보복으로 처형될 장교를 지칭하는 이른바 "애스길 사건"으로 이어졌다. 1782년 하반기에 평화 협상이 시작되었음에도 불구하고 워싱턴은 경계를 늦추지 않았고, 클린턴 장군의 후임인 가이 칼튼 경이 "모든 적대 행위를 중단했다"는 주장을 의심했다. 사기를 북돋우기 위해 워싱턴은 "비범한 용기" 또는 "탁월한 충성심과 필수적인 봉사"에 수여될 훈공장을 도입했다. 보라색 하트 모양의 훈장은 현대 미국 퍼플 하트 훈장의 전신이다.

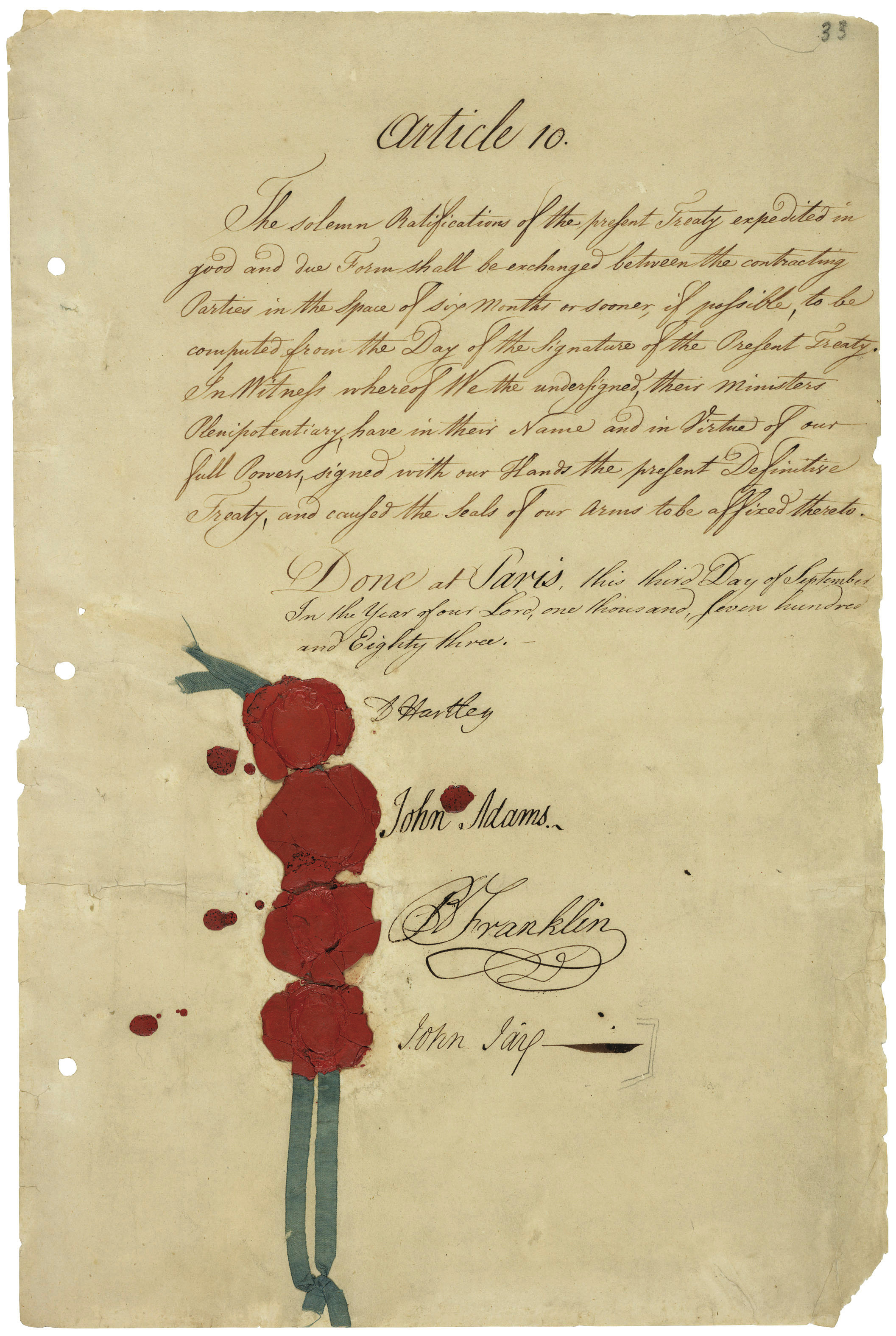
1783년 9월 3일 서명된 평화 조약 초안의 페이지

1783년, 워싱턴은 뉴버그에서 계속 군대를 준비시켰지만, 일부 장교들은 오래된 미지급 급여에 대해 의회에 암시적인 위협을 가했다. 워싱턴은 3월 15일 병사들에게 인내를 권하는 연설로 이 반란의 암시를 해소했다. 3월 26일, 그는 프랑스와 스페인이 영국과 평화 조약을 맺었으며, 이는 최종 평화를 위한 마지막 전제 조건 중 하나라는 통보를 받았다. 이후 그는 포로 교환 병참에 몰두했으며, 의회에 휴가 중이거나 제대하는 병사들이 최소한 미지급 급여의 일부라도 받을 수 있도록 압력을 가했다. 워싱턴은 칼튼과 만나 파리 조약을 논의했으며, 이 자리에서 그는 칼튼에게 영국군에 합류한 도망 노예들을 미국인 주인들에게 돌려보낼 것을 요구했다. 칼튼은 완강히 거부하며 워싱턴에게 자신의 불쾌감에도 불구하고 영국군이 6,000명의 이전에 노예였던 흑인들을 노바스코샤주로 수송했으며, 미국인들이 그들의 이전 소유물을 다시 노예로 만들려는 어떠한 노력도 지지하지 않을 것이라고 통보했다. 6월, 펜실베이니아의 거의 400명의 대륙군 병사들이 반란을 일으켜 필라델피아로 행진하여 의회가 있던 주 의사당을 포위했다. 이에 대응하여 의회는 임시로 프린스턴으로 이전했고, 워싱턴은 뉴욕에서 병력을 남쪽으로 파견했다. 의회의 조치로 그들의 우려가 해결된 후, 반란군들은 자신들의 위치로 돌아갔다.
파리 조약은 1783년 9월 3일에 서명되었다. 11월 25일, 영국군은 뉴욕시를 철수했고, 워싱턴과 조지 클린턴 주지사는 도시를 점령하여 대규모 영국군 미국 영토 점령을 종식시켰다. (영국은 1790년대 중반까지 미국에 양도된 국경 요새들을 계속 점령했다.)

## 사임과 전후 경력

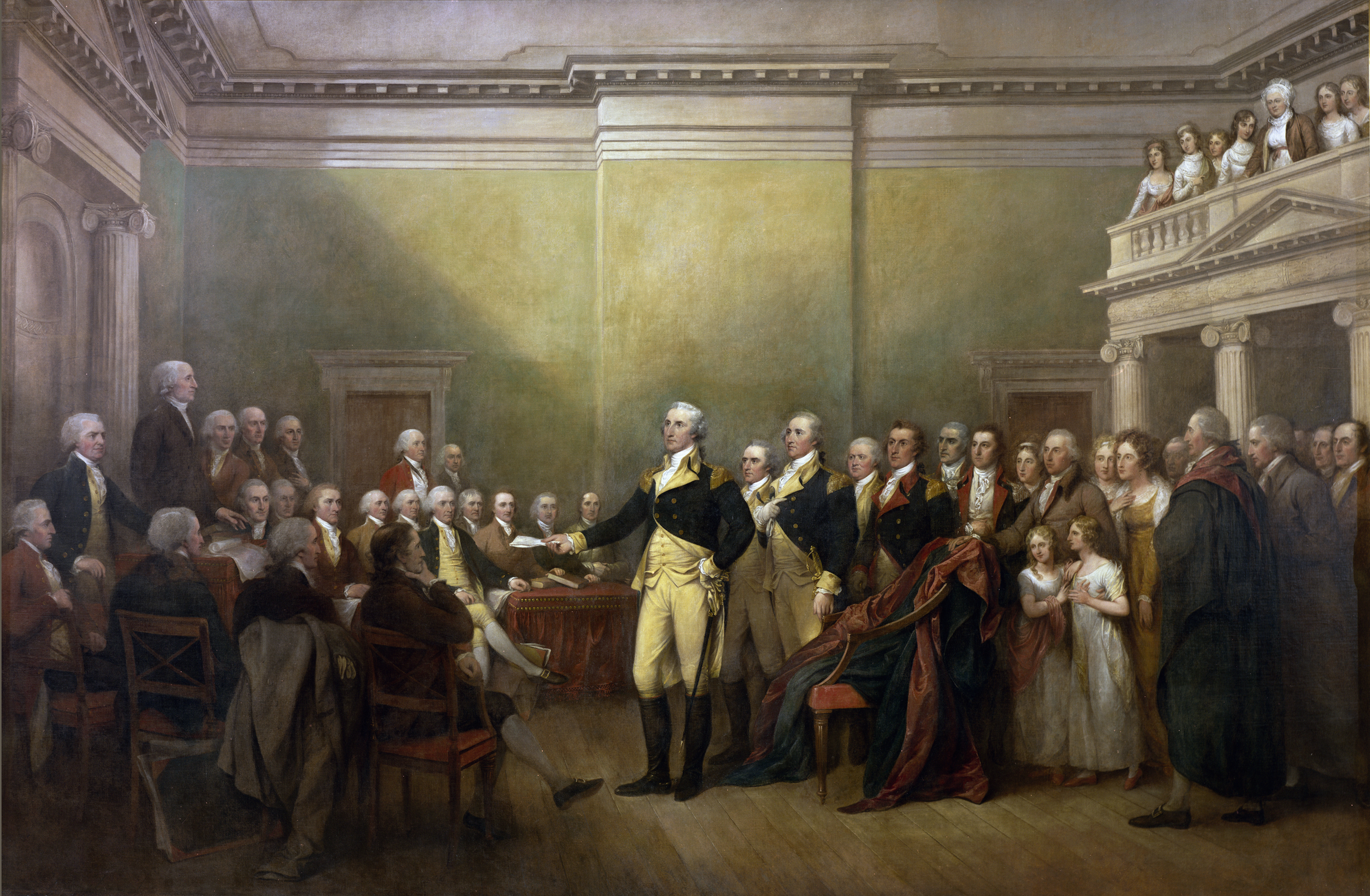
존 트럼불의 조지 워싱턴 장군 사임

워싱턴이 전쟁 승리에 기여한 바는 위대한 전술가가 아니었다. 역사가 에드워드 G. 렝겔에 따르면 그는 "카리스마 있는 영웅, 게릴라전의 대가, 무능하거나 무오류한 전장 지휘관, 전략적 천재, 민족주의적 비전가, 광적인 미시 관리자, 그리고 행운아" 등 여러 가지 방식으로 특징지어졌다. 그가 상대를 지치게 하는 파비우스 전략을 구사했다고 자주 말해지지만, 실제는 더 미묘하다. 여러 차례 그의 부하들은 그에게 무모하다고 생각되는 공격 계획을 보류하도록 설득했다. 워싱턴은 1776년 말부터 1777년 중반까지, 뉴욕을 잃고 군대의 대부분이 붕괴된 후에야 비로소 파비우스 전략을 채택했다. 트렌턴과 프린스턴이 파비우스적 사례였다. 그러나 1777년 8월, 워싱턴은 힘과 자신감을 되찾고 습격 대신 브랜디와인, 저먼타운, 몬머스, 요크타운과 같은 대규모 대결로 전환했다.
워싱턴은 종종 규율 없는 민병대에 대해 불평하는 것으로 묘사되지만, 그는 정규군이 모든 곳에 있을 수 없기 때문에 민병대가 국가 방어의 중요한 부분임을 이해했다. 그는 또한 때때로 용병 정신과 군대 모집의 어려움을 종종 초래하는 "공공 정신의 결핍"에 대해 비판적이었다.
워싱턴이 총사령관으로서 기여한 중요한 것 중 하나는 군사 장교가 아닌 선출된 민간 관료가 군대에 대한 궁극적인 권한을 가진다는 선례를 확립한 것이다. 전쟁 내내 그는 의회와 주 공무원의 권한에 복종했으며, 전투가 끝난 후에는 그의 상당한 군사력을 자발적으로 포기했다. 이 원칙은 뉴버그 음모를 다루는 방식과 그의 "작별 명령"에서 특히 분명하게 드러났다. 후자 문서는 그의 마지막 전시 사령부인 프린스턴 외곽의 베리엔 미망인 소유 주택 (나중에 록킹햄이라고 불림)에서 작성되었지만, 11월 2일 웨스트포인트에 모인 병사들에게 낭독하도록 보내졌다. 12월 4일 뉴욕시 프라운시스 태번에서 그는 장교들에게 공식적으로 작별 인사를 했다. 1783년 12월 23일, 워싱턴은 메릴랜드주 아나폴리스에서 연합회의에 총사령관 직을 사임하고 마운트 버넌의 자택으로 은퇴했다. 워싱턴은 또한 신시내티회의 초대 총재가 되었다.
전쟁 후 워싱턴은 미국 헌법을 초안한 필라델피아 제헌회의를 주재했고, 이후 초대 미국 대통령으로 선출되어 두 번의 임기를 수행했다. 그는 1798년 프랑스와의 전쟁 위협 동안 잠시 추가 군 복무에 참여했으며, 1799년 12월에 사망했다. 그는 "국부"로 널리 인정받고 있다.
2012년, 영국 국립 육군 박물관이 실시한 설문조사에서 워싱턴은 "영국 최고의 군사적 적"으로 선정되었다. 그는 아타튀르크, 아일랜드 독립 영웅 마이클 콜린스, 에르빈 롬멜, 그리고 나폴레옹을 제쳤다.

## 같이 보기
- 조지 워싱턴 문서 목록
- 미국 독립 전쟁 중 워싱턴 본부 목록
- 조지 워싱턴 문헌 목록
- 하임 솔로몬
- 로버트 모리스 (재정가)

### 참고
1. ↑  Freeman, pp. 1:1–199
2. ↑  Chernow, ch. 1
3. ↑  Anderson, p. 30
4. ↑  Freeman, p. 1:268
5. ↑  Chernow, ch. 8; Freeman and Harwell, pp. 135–139; Flexner (1974), pp. 32–36;  Higginbotham (1985), ch. 1
6. ↑  Joseph Ellis, His Excellency: George Washington (2004), p. 14
7. ↑  O'Meara, p. 45
8. ↑  Ellis, pp. 38,69
9. ↑  Fischer, p. 13
10. ↑  Higginbotham (1985), pp. 14–15
11. ↑  Lengel, p. 80
12. ↑  Higginbotham (2004), pp. 22–25
13. ↑  Freeman and Harwell, pp. 136–137
14. ↑  Freeman and Harwell, pp. 174–176
15. ↑  Randall (1998), p. 262
16. ↑  Ferling (1998), p. 99
17. ↑  Lengel, p. 84
18. ↑  Ferling (1998), p. 108
19. ↑  R. Don Higginbotham, George Washington and the American Military Tradition (1985) ch 3
20. ↑  Douglas Southall  Freeman, George Washington (1952) 5:478-501.
21. ↑  Marcus Cunliffe "George Washington's Generalship" in Billias, ed., George Washington's Generals pp 3-21.
22. ↑  Robert Selig, March to victory: Washington, Rochambeau, and the Yorktown Campaign of 1781 (2005) online 보관됨 2017-05-13 - 웨이백 머신.
23. ↑  Alexander Rose, Washington's Spies (2006).  pp 258–61.
24. ↑  Edward G. Lengel, General George Washington: A Military Life (2005) p 336.
25. ↑  William Gardner Bell (2005). 《Commanding Generals and Chiefs of Staff, 1775–2005: Portraits & Biographical Sketches of the United States Army's Senior Officer》. Government Printing Office. 3–4쪽. ISBN 978-0-16-087330-0. 2020년 1월 24일에 원본 문서에서 보존된 문서. 2018년 6월 2일에 확인함.
26. ↑  Douglas S. Freeman, and Richard Harwell, Washington (1968) p 42.
27. ↑  Higginbotham, George Washington and the American Military Tradition (1985) ch 3
28. ↑  Arnold Whitridge, "Baron von Steuben, Washington's Drillmaster." History Today (July 1976) 26#7 pp 429-36.
29. ↑  E. Wayne Carp, To Starve the Army at Pleasure: Continental Army Administration and American Political Culture, 1775–1783 (1990) p 220.
30. ↑  Lengel, General George Washington (2005) pp 365-71.
31. ↑  See "조지 워싱턴, 스파이 마스터" 마운트 버넌에서 보관됨 2018-06-12 - 웨이백 머신
32. ↑  Ron Chernow, Washington: A Life (2010) pp 379-86.
33. ↑  Alexander Rose, Washington's Spies: The Story of America's First Spy Ring (2007).
34. ↑  Michael E. Newton (2015). 《Alexander Hamilton: The Formative Years》. Eleftheria Publishing. 384쪽. ISBN 978-0-9826040-3-8.
35. ↑  Central Intelligence Agency. 《Intelligence in the War of Independence》. 36쪽.
36. ↑  Lengel, p. 86
37. ↑  Ellis, pp. 68–72
38. ↑  Ellis,
39. ↑  Schecter, p. 61
40. ↑  Lengel, pp. 105–109
41. ↑  Lengel, p. 94, 109–111
42. ↑  Stephenson, Orlando W (January 1925). 《The Supply of Gunpowder in 1776》. 《American Historical Review》 30. 271–281쪽. doi:10.2307/1836657. JSTOR 1836657.
43. ↑  McCullough, p. 84
44. ↑  McCullough, pp. 53, 86
45. ↑  Nelson, p. 86
46. ↑  Ferling (2010), p. 94
47. ↑  Lengel, p. 113
48. ↑  Lengel, p. 114
49. ↑  Ferling (2010), p. 98
50. ↑  Lengel, p. 175
51. ↑  Flexner (1968), pp. 73–75
52. ↑  McCullough, pp. 91–105
53. ↑  Schecter, pp. 67–90
54. ↑  Lengel, p. 179
55. ↑  Johnston, p. 63
56. 1 2  Flexner (1968), p. 93
57. ↑  Flexner (1968), p. 99
58. ↑  Flexner (1968), p. 100
59. ↑  Fischer, p. 34
60. ↑  Fischer, pp. 83–89
61. ↑  Ketchum, pp. 103–104
62. ↑  Fischer, pp. 89–102
63. ↑  Flexner (1968), p. 113
64. 1 2  Fischer, pp. 102–107
65. ↑  Fischer, pp. 107–125
66. ↑  Fischer, p. 101
67. ↑  Gruber, p. 133
68. ↑  Billias, p. 55
69. ↑  Schecter, pp. 259–263
70. ↑  Fischer, pp. 138–142
71. ↑  Fischer, p. 150
72. ↑  Schecter, pp. 262–266
73. ↑  Lengel, p. 289
74. ↑  Leckie, p. 471
75. ↑  Fischer, pp. 196–200
76. ↑  Ketchum, pp. 228–230
77. ↑  Fischer, p. 201
78. ↑  Ketchum pp. 250–275
79. ↑  Fischer, pp. 209–307
80. ↑  Ketchum p. 294
81. ↑  Schecter, p. 267
82. ↑  Schecter, p. 268
83. ↑  Leckie, pp. 333–335
84. ↑  Fischer, pp. 354–382
85. 1 2  Ferling (2010), p. 125
86. ↑  Ketchum, p. 211
87. ↑  Ferling (2010), p. 126
88. ↑  Leckie, p. 333
89. ↑  Leckie, p. 335
90. ↑  Leckie, pp. 344–346
91. ↑  Leckie, p. 346
92. ↑  Ferling (2010), p. 128
93. ↑  Leckie, p. 377
94. ↑  Furneaux, p. 58
95. 1 2  Leckie, p. 387
96. ↑  Ellis, p. 105
97. ↑  Randall (1990), pp. 331–336
98. ↑  Leckie, p. 386
99. ↑  Martin, p. 307
100. ↑  Leckie, p. 341
101. ↑  Ferling (2010), p. 149
102. ↑  Leckie, pp. 342–343
103. ↑  Lengel, p. xxix
104. ↑  Lengel, pp. xxii, xxv
105. ↑  Leckie, p. 348
106. ↑  Leckie, pp. 356–358
107. ↑  Lengel, p. 253
108. ↑  Jenkins, Charles F. (1904) The Guide Book to Historic Germantown, Innes & Sons, 1904.Jenkins, Charles F. The Guide Book to Historic Germantown, Innes & Sons, 1904. p 142.
109. ↑  Leckie, p. 359–363
110. ↑  Leckie, p. 365
111. ↑  Leckie, pp. 414–416
112. ↑  Lengel, p. 277
113. ↑  Lengel, pp. 263–267
114. ↑  Leckie, p. 434
115. ↑  Leckie, pp. 435, 469
116. 1 2  Leckie, p. 435
117. ↑  Fleming, pp. 89–91
118. ↑  Leckie, pp. 438–444
119. ↑  Chernow, p. 316
120. 1 2  Chernow, p. 320
121. ↑  Fleming, pp. 93–97, 121
122. ↑  Leckie, p. 450
123. ↑  Leckie, pp. 445–449
124. ↑  Chernow, pp. 317–320
125. ↑  Fleming, p. 202
126. ↑  Leckie, p. 451
127. ↑  Leckie, pp. 467–489
128. ↑  Freeman, p. 5:45
129. ↑  Freeman, pp. 5:50–52
130. ↑  Leckie, p. 492
131. ↑  Freeman, p. 5:52
132. ↑  Leckie, pp. 492–493
133. ↑  Ferling (2010), pp. 169–171
134. ↑  Ferling (2010), pp. 186–188
135. ↑  Ferling (2010), p. 194
136. ↑  Leckie, pp. 493–495
137. ↑  Ferling (2010), p. 195
138. ↑  Ferling (2010), p. 196
139. ↑  Leckie, p. 502
140. ↑  Leckie, pp. 503–504
141. ↑  Leckie, p. 504
142. ↑  Leckie, p. 505
143. ↑  Leckie, p. 506
144. ↑  Leckie, pp. 496, 507–517
145. ↑  Freeman, p. 5:155
146. ↑  Leckie, p. 528
147. ↑  Freeman, p. 5:172
148. ↑  Leckie, pp. 533–538
149. ↑  Grizzard, p. 128
150. ↑  Freeman, p. 5:423
151. ↑  Freeman, pp. 5:152–155
152. ↑  Freeman, pp. 5:169–173
153. ↑  Willard M. Wallace, "Benedict Arnold: Traitorous Patriot." in George Athan Billias, ed., George Washington's Generals (1964): 163-93.
154. ↑  John Shy, "Arnold, Benedict," American National Biography (1999) https://doi.org/10.1093/anb/9780198606697.article.0200008
155. ↑  Freeman, pp. 5:190-222.
156. ↑  Chernow, p. 338
157. ↑  Leckie, pp. 549–569
158. ↑  Leckie, pp. 578–581
159. ↑  Chernow, pp. 382-87
160. ↑  Ward, pp. 625–626
161. ↑  Ward, pp. 868–870
162. ↑  Ward, p. 870
163. ↑  Ferling, p. 207
164. ↑  Dull, p. 329
165. ↑  Freeman, pp. 5:285–292
166. ↑  Leckie, pp. 637–638
167. ↑  Leckie, p. 527
168. ↑  Ward, pp. 737–762
169. ↑  Ward, pp. 748,763–794
170. ↑  Ward, pp. 795–797
171. ↑  Ward, pp. 872–876
172. ↑  Ward, pp. 875–878
173. ↑  Wickwire, pp. 349–351
174. ↑  Linder, p. 14
175. ↑  Leckie, p. 639
176. ↑  Ward, pp. 880–884
177. ↑  Chernow, p. 404
178. ↑  Chernow, p. 407
179. ↑  Leckie, p. 642
180. ↑  Larrabee, pp. 156, 175
181. ↑  Leckie, pp. 646–648
182. ↑  Ward, pp. 886–887
183. ↑  Ward, pp. 888–895
184. ↑  Stanley Weintraub, Iron Tears: America's Battle for Freedom, Britain's Quagmire, 1775–1783 (2005) p. 301
185. ↑  Chernow, p. 421
186. ↑  John Brooke, King George III (1972) pp. 353–354
187. ↑  Freeman, pp. 5:401–404
188. ↑  Freeman, pp. 5:406–408
189. ↑  Freeman, pp. 5:410–411
190. ↑  Freeman, pp. 5:412–414
191. ↑  Freeman, pp. 5:420–421
192. ↑  Chernow, p. 429
193. ↑  Freeman, pp. 5:431–435
194. ↑  Freeman, p. 5:439
195. ↑  Freeman, pp. 5:441
196. ↑  Chernow, p. 441
197. ↑  Freeman, pp. 5:446–447
198. ↑  Chernow, pp. 448–450
199. ↑  Chernow, pp. 729–730
200. ↑  Lengel, p. 365
201. ↑  Lengel, p. 366
202. ↑  Buchanan, p. 226
203. ↑  Higginbotham (1985), p. 59
204. ↑  Higginbotham (1985), pp. 61–62
205. ↑  Higginbotham (1985), pp. 100–105
206. ↑  “George Washington Papers at the Library of Congress, 1741–1799: Series 3b Varick Transcripts”. Library of Congress. 2013년 8월 21일에 원본 문서에서 보존된 문서. 2006년 5월 22일에 확인함.
207. ↑  Chernow, p. 451
208. ↑  Chernow, pp. 455–457
209. ↑  av8torwrp. “Officers represented in the Society of the Cincinnati”. 《The American Revolution Institute of the Society of the Cincinnati》. 2021년 4월 13일에 원본 문서에서 보존된 문서. 2021년 3월 21일에 확인함.
210. ↑  See e.g. Ferling (2010), chapters 3–11
211. ↑  Lengel, pp. 360–364
212. ↑  Grizzard, pp. 105–107
213. ↑  “George Washington Voted Britain's Greatest Military Enemy | US News”. 2016년 8월 12일에 원본 문서에서 보존된 문서. 2017년 8월 28일에 확인함.

### 인용된 출처
- Billias, George Athan,  ed., George Washington's Generals (1964).
- Billias, George Athan (1969). 《George Washington's Opponents》. New York: William Morrow. OCLC 11709.
- Buchanan, John (2004). 《The Road to Valley Forge: How Washington Built the Army That Won the Revolution》. Hoboken, NJ: John Wiley and Sons. ISBN 978-0-471-44156-4. OCLC 231991487.
- Chernow, Ron (2010). 《워싱턴: 한 삶》. New York: Penguin. ISBN 978-1-59420-266-7. OCLC 535490473.
- Dull, Jonathan R (1975). 《The French Navy and American Independence: A Study of Arms and Diplomacy, 1774–1787》. Princeton, NJ: Princeton University Press. ISBN 978-0-691-06920-3. OCLC 1500030.
- Ellis, Joseph (2004). 《각하: 조지 워싱턴》. New York: Random House. ISBN 978-1-4000-3253-2. OCLC 398070302.
- Ferling, John E (1990). 《The First of Men: A Life of George Washington》. Knoxville, TN: University of Tennessee Press. ISBN 978-0-87049-562-5. OCLC 156898182. 주요 학자의 전기.
- Ferling, John E (2010). 《The Ascent of George Washington: The Hidden Political Genius of an American Icon》. New York: Bloomsbury Press. ISBN 978-1-60819-095-9. OCLC 462908150.
- Fischer, David Hackett (2004). 《워싱턴의 횡단》. New York: Oxford University Press. ISBN 0-19-518159-X. 1775-1776년에 초점을 맞춘 수상 경력에 빛나는 군사 역사.
- Fleming, Thomas (2005). 《Washington's Secret War》. New York: Smithsonian Books. ISBN 978-0-06-082962-9. OCLC 237047336.
- Flexner, James Thomas (1968). 《George Washington in the American Revolution (1775–1783)》. Boston: Little, Brown. OCLC 166632872. 플렉스너의 4권 전기 중 2권.
- Flexner, James Thomas (1974). 《Washington: The Indispensable Man》. Boston, MA: Little, Brown. OCLC 450725539. 플렉스너의 4권 전기의 단권 압축판.
- Freeman, Douglas S (1948–1957). 《George Washington: A Biography》. New York: Scribner. OCLC 425613. 퓰리처상을 수상한 7권의 학술 전기. 3~5권은 독립 전쟁 기간을 다룬다.
- Freeman, Douglas S; Harwell, Richard (1968). 《Washington》. New York: Scribner. OCLC 426557. 프리먼의 다권 전기 요약본.
- Furneaux, Rupert (1971). 《The Battle of Saratoga》. New York: Stein and Day. ISBN 978-0-8128-1305-0. OCLC 134959.
- Grizzard, Frank E. Jr (2005). 《George! A Guide to All Things Washington》. Buena Vista and Charlottesville, VA: Mariner Publishing. ISBN 978-0-9768238-0-3. OCLC 232006080.
- Gruber, Ira (1972). 《The Howe Brothers and the American Revolution》. New York: Atheneum Press. ISBN 978-0-8078-1229-7. OCLC 1464455.
- Higginbotham, Don (1985). 《George Washington and the American Military Tradition》. Athens, GA: University of Georgia Press. ISBN 978-0-8203-0786-2. OCLC 489783125.
- Higginbotham, Don (2004). 《George Washington: Uniting a Nation》. Lanham, MD: Rowman and Littlefield. ISBN 978-0-7425-2209-1. OCLC 60832326.
- Johnston, Henry Phelps (1878). 《The Campaign of 1776 Around New York and Brooklyn》. Brooklyn, NY: Long Island Historical Society. ISBN 978-3-8496-8169-2. OCLC 234710.
- Ketchum, Richard M (1973). 《The Winter Soldiers》. Garden City, NY: Doubleday. ISBN 0-385-05490-4. OCLC 640266.
- Larrabee, Harold A (1964). 《Decision at the Chesapeake》. New York: Clarkson N. Potter. OCLC 426234.
- Leckie, Robert (1993). 《George Washington's War: The Saga of the American Revolution》. New York: HarperCollins. ISBN 978-0-06-092215-3. OCLC 29748139.
- Lengel, Edward (2005). 《General George Washington》. New York: Random House Trade Paperbacks. ISBN 978-0-8129-6950-4. OCLC 255642134.
- Linder, Bruce (2005). 《Tidewater's Navy: an Illustrated History》. Annapolis, MD: Naval Institute Press. ISBN 978-1-59114-465-6. OCLC 60931416.
- Martin, James Kirby (1997). 《Benedict Arnold: Revolutionary Hero (An American Warrior Reconsidered)》. New York: New York University Press. ISBN 0-8147-5560-7. OCLC 36343341.
- McCullough, David (2005). 《1776》. Simon and Schuster Paperback. ISBN 0-7432-2672-0. 386쪽. 미국에서의 한 해를 다룬 매우 잘 쓰여진 개요서.
- Morelock, Jerry D (2002). 〈Washington as Strategist〉. 《Compound Warfare》. DIANE Publishing. 53–89쪽. ISBN 978-1-4289-1090-4. 2016년 4월 28일에 원본 문서에서 보존된 문서. 2015년 11월 26일에 확인함.
- Nelson, James (2008). 《George Washington's Secret Navy》. New York: McGraw-Hill. ISBN 978-0-07-149389-5.
- O'Meara, Walter (1965). 《Guns at the Forks》. Englewood Cliffs, NJ: Prentice Hall. OCLC 21999143.
- Randall, Willard Sterne (1990). 《Benedict Arnold: Patriot and Traitor》. New York: William Morrow. ISBN 978-1-55710-034-4. OCLC 185605660.
- Randall, Willard Sterne (1998). 《George Washington: A Life》. New York: Henry Holt. ISBN 978-0-8050-5992-2. OCLC 40343114.
- Schecter, Barton (2002). 《The Battle for New York》. New York: Walker. ISBN 0-8027-1374-2. OCLC 50658296.
- Ward, Christopher (1952). 《War of the Revolution》. New York: Macmillan. OCLC 214962727.
- Wickwire, Franklin and Mary (1970). 《Cornwallis: The American Adventure》. Boston: Houghton Mifflin. OCLC 62690.

## 추가 자료
- Billias, George Athan, ed., George Washington's Generals pp 3–21.
- Bill, Alfred Hoyt. The Campaign of Princeton, 1776–1777 (1948).
- Bliven. Bruce, Jr.  Under the Guns: New York, 1775–1776 (1972).
- Bodle, Wayne. The Valley Forge Winter: Civilians and Soldiers in War (2002).
- Carp, E. Wayne. To Starve the Army at Pleasure: Continental Army Administration and American Political Culture, 1775–1783. (U of North Carolina Press, 1984).
- Cox, Caroline. A Proper Sense of Honor: Service and Sacrifice in George Washington's Army (2004)
- Dwyer, William M. The Day is Ours! November 1776-January 1777:An Inside View of the Battles of Trenton and Princeton (1983).
- Ferling, John. Almost a Miracle: The American Victory in the War of Independence (2007) online 보관됨 2018-06-12 - 웨이백 머신
- Flynn, Matthew J., and Stephen E. Grffin. Washington and Napoleon: Leadership in the Age of Revolution (Potomac Books, 2012).
- Freeman, Douglas Southall. Washington (1995) 896쪽; 퓰리처상을 수상한 그의 7권 전기 요약본; 4-5-6권은 전쟁 시기를 다룬다. excerpt
- Higginbotham, Don. George Washington and the American Military Tradition (U of Georgia Press, 1987).
- Higginbotham, Don. "American Historians and the Military History of the American Revolution." American Historical Review 70.1 (1964): 18–34.
- Higginbotham, Don. "Essay Review: The Washington Theme in Recent Historical Literature." (1990): 423–437. online
- Kwasny, Mark V. Washington's Partisan War, 1775-1783 (1996) online 보관됨 2018-06-12 - 웨이백 머신
- Laver, Harry S. and Jeffrey J. Matthews, eds. The Art of Command: Military Leadership from George Washington to Colin Powell (2008) pp 11–32. online 보관됨 2018-06-12 - 웨이백 머신
- McCullough, David. 1776 (2005)
- Neimeyer, Charles Patrick. America Goes to War: A Social History of the Continental Army (1995) complete text online
- Orr III, Lt-Colonel Alan L. "George Washington: America's First Strategic Leader" (U.S. Army War College, 2007) online 보관됨 2023-06-05 - 웨이백 머신.
- Palmer, Dave Richard. The Way of the Fox: American Strategy in the War for America, 1775-1783 (1975)
- Risch, Erna. Supplying Washington's Army (Center of Military History, 1981).
- Royster, Charles. A Revolutionary People at War: The Continental Army and American Character, 1775-1783 (1979)
- Stillings, Kris J. "Washington and the Formulation of American Strategy for the War of Independence" (U.S. Marine Corps Staff and Command College, 2001) online
- Whiteley, Emily Stone. Washington and his Aides-de-Camp (1936)
- Wright, Esmond. Washington and the American Revolution (1962), 간결하고 학술적임.

### 첩보
- Harty, Jared B. "George Washington: Spymaster and General Who Saved the American Revolution" (Staff paper,  No. ATZL-SWV. Army Command And General Staff College Fort Leavenworth, School Of Advanced Military Studies, 2012) online.
- Kilmeade, Brian, and Don Yaeger. George Washington's Secret Six: The Spy Ring that Saved the American Revolution (Penguin, 2016).
- Mahoney, Harry Thayer, and Marjorie Locke Mahoney. Gallantry in action: A biographic dictionary of espionage in the American revolutionary war (University Press of America, 1999).
- Misencik, Paul R. Sally Townsend, George Washington's Teenage Spy (McFarland, 2015).
- O'Toole, George J.A. Honorable Treachery: A History of US Intelligence, Espionage, and Covert Action from the American Revolution to the CIA (2nd ed. 2014), ch 1–5.
- Rose, Alexander. Washington's Spies: The Story of America's First Spy Ring (2006), 컬퍼 스파이단에 초점을 맞춤.
- Van Doren, Carl. Secret History of the American Revolution: An Account of the Conspiracies of Benedict Arnold and Numerous Others Drawn from the Secret Service (1941) online free